# Miraculous – Geschichten von Ladybug und Cat Noir/Episodenliste
Diese Episodenliste enthält alle Episoden der französischen Animationsserie Miraculous – Geschichten von Ladybug und Cat Noir, sortiert nach der offiziellen Reihenfolge.

## Übersicht
| Staffel | Episodenanzahl | Deutsche Ausstrahlung | Deutsche Ausstrahlung |
| Staffel | Episodenanzahl | Premiere              | Finale                |
| ------- | -------------- | --------------------- | --------------------- |
| 1       | 26             | 17. Mai 2016          | 7. Nov. 2016          |
| 2       | 26             | 22. Dez. 2016         | 30. Nov. 2018         |
| 3       | 26             | 19. Jan. 2019         | 8. März 2020          |
| 4       | 26             | 27. März 2021         | 27. März 2022         |
| 5       | 27             | 12. Nov. 2022         | 13. Jan. 2024         |
| 6       | 26             | 24. Feb. 2025         | –                     |

## Staffel 1
Die Folgen 1–6, 8, 12, 13 und 25 wurden in Korea auf dem Sender EBS1, die Folgen 21–24 in Quebec, Kanada auf dem Sender Télé-Québec, die Folge 26 in der Schweiz auf dem Sender RTS Deux erstausgestrahlt, der Rest in Frankreich auf TF1.
| Nr. (ges.) | Nr. (St.) | Deutscher Titel                                     | Originaltitel                              | Zusammenfassung | Erstausstrahlung KOR/FRA/CAN/CH | Deutschsprachige Erstausstrahlung (D/A/CH/S/L) | Prod. Code |
| ---------- | --------- | --------------------------------------------------- | ------------------------------------------ | --- | ------------------------------- | ---------------------------------------------- | ---------- |
| 1          | 1         | Stormy Weather Stürmisches Wetter (Alternativtitel) | Climatika                                  | Während Marinette mit Alya Manon Chamak babysittet und ein Fotoshooting von Adrien besucht, wird Aurore Beauréal, die einen Wettbewerb zur neuen Wetterfee des Fernsehsenders verloren hat, zur Superschurkin „Stormy Weather“ mit der Fähigkeit, das Wetter zu kontrollieren, akumatisiert. | 1. Sep. 2015                    | 18. Mai 2016                                   | 101        |
| 2          | 2         | Der Bubbler                                         | Le Bulleur                                 | Nino wird aus Wut darüber, dass Gabriel Agreste seinem Sohn Adrien keine Geburtstagsparty erlaubt, zum „Bubbler“ akumatisiert, der alle Eltern in Blasen schwebend in die Atmosphäre schickt, um mit seinen Mitschülern eine Party zu feiern. | 8. Sep. 2015                    | 19. Mai 2016                                   | 109        |
| 3          | 3         | Der Pharao                                          | Le Pharaon                                 | Während Marinette und Alya eine ägyptische Ausstellung im Louvre besuchen, wird Alix’ Bruder Jalil, dem sein Vater bezüglich der wahren Bedeutung eines Ausstellungsstücks nicht glaubt, in den „Pharao“ verwandelt. Dieser will Alya opfern, um Nofretete wieder zum Leben zu erwecken. Es wird bekannt, dass bereits im alten Ägypten eine Ladybug existierte. | 13. Okt. 2015                   | 24. Mai 2016                                   | 115        |
| 4          | 4         | Lady Wifi                                           | Lady Wifi                                  | Alya wird, nachdem sie Chloé für Ladybug gehalten hat, aber diese dafür sorgt, dass sie in der Schule bestraft wird, in „Lady Wifi“ verwandelt. Diese kann durch Wi-Fi-unterstützende Geräte reisen und Menschen mit einer Pause-Funktion anhalten. | 6. Okt. 2015                    | 26. Mai 2016                                   | 103        |
| 5          | 5         | Timebreaker                                         | Chronogirl                                 | Alix wird, als bei einem Wettrennen mit Kim eine Uhr, ein Geburtstagsgeschenk ihres Vaters, kaputtgeht, zu „Timebreaker“ verwandelt, die Menschen anhalten und zum Verschwinden bringen kann, um mit deren Energie in der Zeit zurückzureisen. | 22. Sep. 2015                   | 23. Mai 2016                                   | 116        |
| 6          | 6         | Der Taubenmann                                      | M. Pigeon                                  | Die Schüler sollen in einem Wettbewerb einen Melonenhut für Gabriels Kollektion designen, den Adrien tragen wird. Nachdem ein Polizist Xavier Ramier verboten hat, die Tauben im Park zu füttern, wird dieser zu „Mr. Pigeon“ akumatisiert, der die Tauben der Stadt kontrolliert. Durch den Kampf mit ihm ist Marinette zum Design ihres Hutes inspiriert, den sie mit einer Taubenfeder schmückt. Sie gewinnt den Wettbewerb, obwohl Chloé ihr Design kopiert hat. | 29. Sep. 2015                   | 25. Mai 2016                                   | 106        |
| 7          | 7         | Der Racheplan                                       | Le Dessinateur                             | Nachdem der in Marinette verliebte Nathaniel für seine Zeichnungen von ihr durch Chloé gedemütigt wird, akumatisiert Hawk Moth ihn zum „Evillustrator“, dessen Zeichnungen real werden, der aber auch reale Dinge ausradieren kann. Marinette muss, während sie ein Schulprojekt mit Chloé und Sabrina zu erledigen hat, mit dem Evillustrator auf ein Date gehen. | 26. Okt. 2015                   | 27. Mai 2016                                   | 102        |
| 8          | 8         | Rogercop                                            | Rogercop                                   | Chloé verliert im Klassenraum einen Armreif und verdächtigt Marinette des Diebstahls. Nachdem der Polizist Roger, Sabrinas Vater, sich weigert, Marinettes Tasche ohne Beweise zu durchsuchen und vom Bürgermeister gefeuert wird, verwandelt Hawk Moth ihn in „Rogercop“, der die Bürger für Verfehlungen bestraft. | 20. Okt. 2015                   | 30. Mai 2016                                   | 111        |
| 9          | 9         | Copycat Der Betrüger (Alternativtitel)              | L’Imposteur                                | Zu der Enthüllung einer Statue von Ladybug und Cat Noir des Bildhauers Théo, der in Ladybug verliebt ist, erscheint nur Cat Noir, der behauptet, er und Ladybug seien ein Paar. Darauf wird Théo zu „Copycat“ akumatisiert, einer Kopie von Cat Noir. | 15. Sep. 2015                   | 20. Mai 2016                                   | 108        |
| 10         | 10        | Der Valentinstag                                    | Dislocœur                                  | Nachdem Kim am Valentinstag von seinem Schwarm Chloé zurückgewiesen und ausgelacht wird, akumatisiert Hawk Moth ihn zu „Dark Cupid“, der Liebe in Hass umdreht. | 29. Okt. 2015                   | 1. Juni 2016                                   | 105        |
| 11         | 11        | Der Horrificator                                    | Horrificator                               | Als Nino mit der Klasse einen Monsterfilm dreht, wird die furchtsame Mylène, nachdem Chloé sie demütigt, zum schleimigen Monster „Horrificator“ akumatisiert. | 30. Okt. 2015                   | 31. Mai 2016                                   | 117        |
| 12         | 12        | Darkblade                                           | Le Chevalier Noir                          | Der Fechtlehrer Armand D'Argencourt, Nachfahre eines Pariser Ritters, wird, nachdem er die Bürgermeisterwahl verloren hat, zu „Darkblade“ akumatisiert, der die Bürger in seine Ritterarmee verwandelt, um seine Flagge auf dem Rathaus anzubringen. Währenddessen kämpfen Chloé und Marinette um den Posten der Klassensprecherin, welchen Marinette erhält. | 17. Nov. 2015                   | 6. Juni 2016                                   | 114        |
| 13         | 13        | Der Mime                                            | Le Mime                                    | Mylènes Vater Fred Haprèle, ein Pantomime, wird zum „Mime“ akumatisiert, nachdem sein Kollege Chris ihn hereingelegt hat, um die Hauptrolle in der Schauspieltruppe zu ergattern. | 24. Nov. 2015                   | 2. Juni 2016                                   | 119        |
| 14         | 14        | Kung Food                                           | Kung Food                                  | Marinettes Großonkel Wang Cheng, ein chinesischer Chefkoch, nimmt an einer Kochsendung teil, erhält nach Chloés Sabotage aber nur schlechte Wertungen und wird darauf zu „Kung Food“ akumatisiert, der Chloé in einer Suppe verarbeiten will. | 10. Jan. 2016                   | 28. Okt. 2016                                  | 125        |
| 15         | 15        | Der Gamer                                           | Le Gamer                                   | Die Schule will zwei Schüler zu einem Videospielturnier schicken. Um mit Adrien teilzunehmen, besiegt Marinette im Spiel Max, woraufhin dieser zum „Gamer“ akumatisiert wird. Dieser bewegt sich in einem pyramidenförmigen Gefährt und muss, wie im Videospiel, besiegt werden. | 17. Jan. 2016                   | 31. Okt. 2016                                  | 112        |
| 16         | 16        | Animan                                              | Animan                                     | Der Zoowärter Otis wird, weil Kim einen schwarzen Panther verspottet hat, zu „Animan“ akumatisiert, der sich in jedes Tier verwandeln kann. Währenddessen versucht Nino im Zoo Marinette zu gestehen, dass er Gefühle für sie hat, wird aber mit Alya eingesperrt. Nachdem der Schurke besiegt ist, verkünden Nino und Alya, dass sie nun ein Paar sind. | 24. Jan. 2016                   | 24. Okt. 2016                                  | 113        |
| 17         | 17        | Eine ebenbürtige Gegnerin                           | Antibug                                    | Chloé wird von dem unsichtbaren Schurken „Vanisher“ belästigt - Sabrina, der Chloé ihre Freundschaft gekündigt hat. Weil Ladybug im Kampf gegen Vanisher Chloés Hilfe ignoriert und sich nicht dafür entschuldigt, dass diese doch hilfreich gewesen wäre, wird Chloé darauf zu „Antibug“ akumatisiert, einer dunklen Version von Ladybug. | 31. Jan. 2016                   | 4. Nov. 2016                                   | 124        |
| 18         | 18        | Ladybug in Nöten                                    | La Marionnettiste                          | Nachdem Manons Mutter, Nadja Chamak, ihr verbietet, mit Marinettes Puppen zu spielen, wird Manon zu „Puppeteer“ akumatisiert, die mit den Puppen der Superschurken Lady Wifi, Evillustrator und Rogercop diese kontrollieren kann. | 7. Feb. 2016                    | 3. Nov. 2016                                   | 118        |
| 19         | 19        | Reflekta                                            | Reflekta                                   | Nachdem Chloé verhindert, dass Juleka auf dem Klassenfoto sein kann, wird diese zu „Reflekta“ akumatisiert, die bewirken kann, dass alle Leute wie sie aussehen. | 21. Feb. 2016                   | 2. Nov. 2016                                   | 121        |
| 20         | 20        | Rockstars                                           | Guitar Vilain                              | Rockstar Jagged Stone soll auf Order seines Managers ein Duett mit dem neuen Künstler XY aufnehmen und den Stil seines Albumcovers ändern, welches Marinette designen soll. Weil ihm Marinettes erster Vorschlag, zu dem sie der Manager gedrängt hat, nicht gefällt, und XY abfällig über Jagged spricht, wird dieser zu „Guitar Villain“ akumatisiert und sein Krokodil in einen Drachen verwandelt. | 28. Feb. 2016                   | 27. Okt. 2016                                  | 120        |
| 21         | 21        | Der Superfan                                        | Numéric                                    | Vincent Aza, ein Fan von Jagged, wird durch dessen Assistentin Penny daran gehindert, ein Foto mit seinem Idol zu machen, und daraufhin zum „Pixelator“ akumatisiert, der Menschen auf Fotos bannen kann. | 3. März 2016                    | 26. Okt. 2016                                  | 107        |
| 22         | 22        | Tikki ist krank                                     | Princesse Fragrance                        | Als Prinz Ali zu Besuch in Paris ist, wird Rose, nachdem Chloé ihr gesagt hat, der Prinz habe kein Interesse an ihr, zu „Princess Fragrance“ akumatisiert, die mit einem Spritzer ihres Parfums Menschen zu ihren Dienern machen kann. Marinette begegnet außerdem, weil Tikki krank ist, Meister Fu, der ihr aber noch nicht sein Geheimnis enthüllt. | 13. März 2016                   | 3. Juni 2016                                   | 104        |
| 23         | 23        | Die Spielshow                                       | Jackady                                    | Der Hypnotiseur Simon Grimault wird, nachdem er dank Gabriel Agreste in einer Gameshow gegen Nino verliert, zu „Simon Says“ verwandelt, der Menschen mit seinen Spielkarten hypnotisiert. | 6. März 2016                    | 25. Okt. 2016                                  | 110        |
| 24         | 24        | Volpina                                             | Volpina                                    | Adrien nimmt ein Buch seines Vaters über Miraculous-Besitzer, das von der Schülerin Lila Rossi gestohlen wird. Nachdem sie behauptet, von der Superheldin Volpina abzustammen und Ladybug ihre Lüge aufdeckt, wird Lila zu „Volpina“ akumatisiert mit der Kraft der Illusion, die sich Ladybug und Cat Noir gegenüber als neue Superheldin ausgibt, aber dann enttarnt und besiegt wird. Weil das Buch tatsächlich alte Geheimnisse über die Miraculous enthält, stellt Tikki Marinette den Wächter Meister Fu vor. | 19. März 2016                   | 7. Nov. 2016                                   | 126        |
| 25         | 25        | Aller Anfang ist schwer – Teil 1                    | Ladybug et Chat Noir (Origines – Partie 1) | Dieser Zweiteiler ist chronologisch das erste Abenteuer von Marinette und Adrien als Ladybug und Cat Noir. Nachdem der Besitzer des Kwami Nooroo sich durch diesen in Hawk Moth verwandelt, beschließt Meister Fu, sich gegen diesen Hilfe zu holen. Am ersten Schultag sind Marinette und Adrien in unterschiedlichen Situationen hilfsbereit zu ihm und er gibt ihnen heimlich ihre Miraculous. Als Ivan zu „Stoneheart“, einem riesigen Steinwesen, akumatisiert wird, müssen Marinette und Adrien sich zum ersten Mal verwandeln und einen Schurken bekämpfen. Weil Ladybug nach dem Kampf vergisst, den Akuma zu einem guten Schmetterling zu verwandeln, erscheinen neue Steinmonster. | 1. März 2016                    | 17. Mai 2016                                   | 122        |
| 26         | 26        | Aller Anfang ist schwer – Teil 2                    | Cœur de pierre (Origines – Partie 2)       | Ivan wird, nachdem Mylène vor seinem Gesang davonläuft, wieder zu Stoneheart und kontrolliert die anderen Steinwesen. Am Eiffelturm spricht Hawk Moth durch Akumas zu den Bürgern und stellt Ladybug und Cat Noir als die Schuldigen für das Chaos hin, aber Ladybug überzeugt die Bürger, dass Hawk Moth der Böse ist. Nachdem Stoneheart besiegt ist, werden Ivan und Mylène ein Paar und Gabriel erlaubt Adrien, zur Schule gehen zu dürfen. | 2. März 2016                    | 17. Mai 2016                                   | 123        |

## Staffel 2
Die Folgen 2–3, 5, 15–17, 22 und 23 wurden in Spanien auf dem Sender Disney Channel erstausgestrahlt, die Folge 4 in Portugal auf dem Sender Disney Channel, die Folgen 12, 14, 18–20 und 24 in Kanada auf dem Sender Family Channel, die Folge 21 in Brasilien auf dem Sender Gloob, die Folgen 25 und 26 in der Schweiz auf dem Sender RTS Deux, sowie der Rest in Frankreich auf TF1 bis auf Folge 13, die auf der Streaming-Plattform Netflix in den Vereinigten Staaten erstveröffentlicht wurde.
| Nr. (ges.) | Nr. (St.) | Deutscher Titel                      | Originaltitel                                 | Zusammenfassung | Erstveröffentlichung FRA/SPA/POR/ USA/BRA/CH | Deutschsprachige Erstausstrahlung (D/A/CH/S/L) | Prod. Code |
| ---------- | --------- | ------------------------------------ | --------------------------------------------- | --- | -------------------------------------------- | ---------------------------------------------- | ---------- |
| 27         | 1         | Eine böse Weihnachtsüberraschung     | Pire Noël                                     | Diese Episode ist als Weihnachtsspecial ein Musical. Nachdem Adrien am ersten Weihnachten ohne seine Mutter wegläuft, weil sein Vater Gabriel nicht feiern will, begegnet er dem Weihnachtsmann. Weil Marinette als Ladybug diesen aber nicht für den echten hält, sondern für einen akumatisierten Schurken, kann Hawk Moth ihn daraufhin aus dessen Wut tatsächlich zu „Santa Claws“ akumatisieren. | 11. Dez. 2016                                | 22. Dez. 2016                                  | 226        |
| 28         | 2         | Der Collector                        | Le Collectionneur                             | Als Meister Fu Marinette erzählt, der Besitzer des Buches über die Superhelden Hawk Moth sein könnte, verdächtigt sie Gabriel Agreste, doch als sie als Ladybug und Cat Noir bei ihm ankommen, ist er zum Schurken „Collector“ akumatisiert, der Dinge und Personen als Inspiration in seinem Notizbuch einfangen kann. Nach dem Kampf gegen ihn sind Marinette und Meister Fu, der die Seiten des Buches abfotografiert, überzeugt, dass Gabriel nicht Hawk Moth sein kann, und sie gibt ihm das Buch zurück. Es wird enthüllt, dass Gabriel Agreste tatsächlich Hawk Moth ist und sich selbst in den Collector verwandelt hat, um den Verdacht von sich abzulenken. | 21. Okt. 2017                                | 17. Nov. 2017                                  | 201        |
| 29         | 3         | Party mit Folgen                     | Doudou Vilain                                 | Nachdem alle Schüler für einen Fehler Chloés bestraft werden, gibt sie auf Adriens Rat hin eine Party für alle, bei der sie allerdings es nicht schafft, nett zu bleiben, und ihren Butler Jean feuert, weil er ihren Teddybär vorgezeigt hat. Er wird daraufhin in den „Despair Bear“ akumatisiert, einen kleinen Teddybären, der die Partygäste gegen Chloé manipuliert. | 21. Okt. 2017                                | 22. Jan. 2018                                  | 204        |
| 30         | 4         | Prime Queen                          | Audimatrix                                    | Als die Nachrichtensprecherin Nadja Chamak Ladybug und Cat Noir bei einem Interview befragt, ob sie eine romantische Beziehung führen, stürmt Ladybug aus dem Studio, worauf die Show an Einschaltquoten verliert und abgesetzt wird. Daraufhin wird Chamak in die „Prime Queen“ akumatisiert, die alles daran setzt, vor Kameras zu beweisen, dass Ladybug und Cat Noir ein Paar sind. | 25. Okt. 2017                                | 24. Nov. 2017                                  | 202        |
| 31         | 5         | Befana                               | La Béfana                                     | An Marinettes Geburtstag kommt ihre Großmutter Gina Dupain vorbei, muss aber mitansehen, dass Marinette neue Interessen hat und mit ihren Freunden statt mit ihr verbringt. Sie wird zu „Befana“ akumatisiert, die schlechte Menschen in Kohle und gute Menschen in Engel, die ihr dienen, verwandelt. | 30. Okt. 2017                                | 23. Jan. 2018                                  | 208        |
| 32         | 6         | Riposte                              | Riposte                                       | Die neue Schülerin Kagami Tsurugi fordert Adrien im Fechten heraus und Marinette erklärt, obwohl sie zunächst unsicher ist, wer gewonnen hat, Adrien zum Sieger. Durch ihre Enttäuschung wird Kagami von Hawk Moth zu „Riposte“, einem Samurai in Silberrüstung, verwandelt. | 1. Nov. 2017                                 | 1. Dez. 2017                                   | 207        |
| 33         | 7         | Robostus                             | Robostus                                      | Max’ Roboter mit menschlichen Gefühlen, Markov, wird von Rektor Damokles als Spielzeug konfisziert und von Hawk Moth zu „Robustus“ akumatisiert, der elektrische Geräte zum Leben erwecken kann. Hawk Moth erzählt Robustus, dass der Besitz beider Miraculous von Ladybug und Cat Noir ermöglicht, sich einen Wunsch zu erfüllen. Nachdem die Helden Robustus besiegt haben, erzählt Meister Fu Marinette, dass sie diesen Wunsch nicht einsetzen dürfen, weil er einen hohen Preis fordert. | 3. Nov. 2017                                 | 24. Jan. 2018                                  | 211        |
| 34         | 8         | Das Riesenbaby                       | Gigantitan                                    | Marinette und ihre Freundinnen führen einen Plan aus, um Marinette einen romantischen Moment mit Adrien zu ermöglichen, wobei aber alles schiefgeht. Hawk Moth will Adriens Bodyguard akumatisieren, der von den Mädchen gestört wird, doch der Schmetterling trifft stattdessen ein Baby, das darauf als „Gigantitan“ in Riesengröße auf Suche nach einem Lollipop geht. | 26. Nov. 2017                                | 26. Jan. 2018                                  | 206        |
| 35         | 9         | Doch kein Superheld                  | Le Hibou Noir                                 | Direktor Damocles wird in der Verkleidung des Helden KnightOwl entblößt und daraufhin von Hawk Moth zum Schurken „Dark Owl“ akumatisiert. In dessen Falle gefangen, müssen Ladybug und Cat Noir sich - mit geschlossenen Augen, um nicht ihre wahren Identitäten zu erfahren - zurückverwandeln. Ihre Kwamis Tikki und Plagg, die sich gegenseitig füttern, um sie wieder in die Helden verwandeln zu können, erfahren dabei, wer der Besitzer des jeweils anderen Miraculous ist. | 5. Dez. 2017                                 | 25. Jan. 2018                                  | 213        |
| 36         | 10        | Der Glaciator                        | Glaciator                                     | Der berühmte Pariser Eiscreme-Verkäufer André kann angeblich mit seinem Eis zwei Verliebte für immer zusammenbringen. Weil Cat Noir ein romantisches Dinner für Ladybug vorbereitet, erscheint Adrien nicht, um mit Marinette Andrés Eis zu probieren, worauf sie verweigert, das Eis zu essen. Weil er dadurch die durch das Eis prophezeite Liebe für gescheitert ansieht, wird der enttäuschte André zu „Glaciator“ akumatisiert, einem Eiscreme-Schneemann, der alleinstehende Personen vereist und zum Schmelzen bringt. | 14. Jan. 2017                                | 29. Jan. 2018                                  | 203        |
| 37         | 11        | Außer Rand und Band                  | Sapotis                                       | Alyas jüngere Zwillingsschwestern werden zu „Sapotis“ akumatisiert, Plagegeister, die sich vervielfachen können und Unsinn anstellen. Während des Kampfes führt der Glücksbringer Ladybug zu Meister Fu, der ihr das Fuchs-Miraculous gibt. Mit diesem wird Alya zu „Rena Rouge“ mit der Kraft der Illusion. Nach dem Kampf muss Alya das Miraculous zurückgeben und Geheimhaltung versprechen. Hawk Moth erkennt durch die Existenz eines weiteren Helden, dass es noch mehr Miraculous und einen Wächter in Paris gibt. | 21. Jan. 2018                                | 30. Jan. 2018                                  | 212        |
| 38         | 12        | Gorizilla                            | Gorizilla                                     | Adrien schleicht sich raus, um den Kinofilm Solitude zu sehen, in dem seine Mutter mitgespielt hat, worauf er von einer Fanmeute verfolgt wird, aber schließlich mit Marinette in das Kino gelangt. Gabriel verdächtigt seinen Sohn währenddessen, Cat Noir zu sein, und schickt dessen Bodyguard, den er zu einem riesigen Gorilla akumatisiert, Adrien zu holen. Nach dem Kampf ist Gabriels Verdacht beseitigt, weil er scheinbar Cat Noir und Adrien zusammen gesehen hat - letzteres war aber dessen Fan Wayhem mit einer Adrien-Maske. | 14. März 2018                                | 2. Okt. 2018                                   | 210        |
| 39         | 13        | Captain Hardrock                     | Capitaine Hardrock                            | Während des Musikfestivals in Paris will die Band der Schüler auf dem Hausboot von Julekas Familie auftreten, wo Marinette Julekas Bruder Luka kennenlernt und sich gleich zu ihm hingezogen fühlt. Nachdem Julekas und Lukas Mutter Anarka vom Polizisten Roger Strafzettel wegen Lärmbelästigung erhält, akumatisiert Hawk Moth sie zu „Captain Hardrock“ und verwandelt ihr Hausboot in ein Piratenschiff, mit dem sie alle anderen Musikauftritte angreift. | 30. März 2018                                | 4. Okt. 2018                                   | 216        |
| 40         | 14        | Zombizou Zombiezou (Alternativtitel) | Zombizou                                      | Nachdem Chloé an Madame Bustiers Geburtstag Marinettes Geschenk ruiniert, wird Marinette in ihrer Wut fast akumatisiert, doch stattdessen trifft es Madame Bustier in ihrer Angst, dass eine ihrer Schüler akumatisiert werden soll. Sie wird zu „Zombizou“, deren Küsse ihre Opfer dazu bringt, alle anderen küssen zu wollen. | 13. Apr. 2018                                | 3. Okt. 2018                                   | 215        |
| 41         | 15        | Die Meerjungfrau                     | Syren                                         | Die Schwimmerin Ondine, deren Liebesnachtricht ihren Schwarm Kim nicht erreicht hat, wird in die Meerjungfrau „Syren“ verwandelt und Paris unter Wasser gesetzt. Marinette und Meister Fu gelingt die Herstellung eines Tranks, der den Kwamis zusätzliche Kräfte verleihen kann, durch die Ladybug und Cat Noir unter Wasser atmen können. Damit Plagg das Mittel erhalten kann, lernt auch Adrien endlich Meister Fu kennen. | 5. Mai 2018                                  | 5. Okt. 2018                                   | 214        |
| 42         | 16        | Der Videodreh                        | Rossignoble                                   | Die Sängerin Clara Nightingale dreht in Paris das Musikvideo für ihren neuen Song Miraculous, der den Helden gewidmet ist, und Adrien und Marinette werden ausgewählt, Cat Noir und Ladybug zu spielen. Nachdem Chloé, weil sie nicht als Ladybug ausgewählt wurde, dafür sorgt, dass der Dreh in Paris untersagt wird, akumatisiert Hawk Moth die Sängerin zu „Frightingale“, deren Opfer nur in Reimen sprechen und sich tanzend fortbewegen können. | 12. Mai 2018                                 | 1. Okt. 2018                                   | 209        |
| 43         | 17        | Troublemaker                         | L’insaisissable                               | In der Bäckerei von Marinettes Eltern wird eine Live-Show gedreht, in der Jagged Stone sich als Bäcker versuchen soll. Dessen überforderte Assistentin Penny wird zu „Troublemaker“ akumatisiert, die statt zu helfen nur für Chaos sorgt. | 16. Juni 2018                                | 5. Nov. 2018                                   | 205        |
| 44         | 18        | Im Netz der Spinne                   | Anansi                                        | Alyas größere Schwester Nora fordert Nino zum Armdrücken heraus, das dieser durch einen Trick von Marinette gewinnt. Nora wird zur spinnenartigen „Anansi“ akumatisiert und der Glücksbringer führt Ladybug zu Meister Fu, den sie um sein Schildkröten-Miraculous bittet. Durch dieses wird Nino zum Helden „Carapace“ mit der Kraft des Schutzschildes und kann seine Freundin Alya retten. | 10. Sep. 2018                                | 13. Nov. 2018                                  | 221        |
| 45         | 19        | Sandboy                              | Le Marchand de Sable                          | Tikki und Plagg treffen sich nachts heimlich mit den anderen Kwamis in der Miraculous-Schatulle, um Nooroo an dessen Geburtstag zu kontaktieren, doch sie erreichen stattdessen Hawk Moth. Marinette wird plötzlich von Adrien verfolgt, der ihr erzählt, dass er Chloé und nicht sie liebt. Sie sieht den akumatisierten Schurken „Sandboy“, der auf einem Kissen fliegt und die Albträume der Leute wahr macht. Adrien wird gemäß seinem Albtraum im Haus eingesperrt, kann aber durch Plagg entkommen. Im Kampf werden die schlimmsten Albträume der Helden wahr: Ladybug verliert ihre Kräfte und Adrien wird von einer bösen Ladybug verfolgt. Nachdem sie gewonnen haben, zeigt sich hinter dem Akumatisierten ein Junge, der einen gruseligen Film geschaut hat.                                                                                      | 24. Sep. 2018                                | 14. Nov. 2018                                  | 223        |
| 46         | 20        | Reverser                             | Inverso                                       | Marinette lädt den schüchternen Schüler Marc, der Geschichten schreibt, in den Kunstraum ein, wo er von Nathaniels Zeichnungen begeistert ist. Die arrangiert ein Treffen, zu dem Nathaniel aber statt Marc Ladybug erwartet hat, worauf er sich hereingelegt fühlt und eine Geschichte von Marc zerreißt. Dieser wird dann von Hawk Moth zu „Reverser“ verwandelt, der die Eigenschaften von Personen ins Gegenteil verkehrt, wodurch Ladybug tollpatschig und Cat Noir ängstlich wird. Nachdem sie den Kampf mit Hilfe von Nathaniel dennoch gewonnen haben, sprechen die Jungen sich aus und entwickeln gemeinsam ein Comicheft. | 23. Juli 2018                                | 6. Nov. 2018                                   | 220        |
| 47         | 21        | Frozer                               | Le Patineur                                   | Adrien und Kagami sowie Marinette und Luka besuchen die Eisbahn, doch der Eiskunstlehrer Philippe wird, weil der Bürgermeister die Eisbahn schließen will, zu „Frozer“ akumatisiert, der die Stadt vereist. Ladybug und Cat Noir benutzen die neuen Kräfte ihrer Kwamis, um sich sicher auf dem Eis bewegen zu können. | 12. Okt. 2018                                | 7. Nov. 2018                                   | 217        |
| 48         | 22        | Kampf der Königinnen – Teil 1        | Style Queen (Le Combat des Reines – Partie 1) | Chloés Mutter Audrey kommt zu Gabriels Modenschau, bei der Adrien Marinettes Melone trägt, wird aber nach einer Demütigung zur „Style Queen“ verwandelt, die ihre Opfer in Gold verwandelt. Weil auf diese Weise Adrien ausgeschaltet wird und Cat Noir nicht erscheint, holt Marinette das Bienen-Miraculous von Meister Fu, das sie Alya geben will, aber verliert es. Auch nachdem mit Plaggs Hilfe Adrien gerettet und die Schurkin besiegt ist, kann Marinette das Miraculous nicht mehr finden - Chloé hat es aufgehoben. | 6. Okt. 2018                                 | 8. Nov. 2018                                   | 218        |
| 49         | 23        | Kampf der Königinnen – Teil 2        | Queen Wasp (Le Combat des Reines – Partie 2)  | Nachdem er Angst um seinen Sohn hatte, erscheint Gabriel das erste Mal öffentlich bei der Modenschau, um Adrien zu umarmen, und Chloés Mutter bietet Marinette an, sie nach New York mitzunehmen, um sie als Designerin zu fördern. Chloé fühlt sich vernachlässigt und präsentiert sich öffentlich als neue Heldin „Queen Bee“, verursacht aber doch nur Chaos. Weil Ladybug und Cat Noir sie dafür maßregeln, akumatisiert Hawk Moth sie zu „Queen Wasp“. Nachdem sie diese besiegen, können die Helden sie schließlich überzeugen, das Miraculous zurückzugeben, und Marinette entscheidet sich, in Paris zu bleiben. | 6. Okt. 2018                                 | 9. Nov. 2018                                   | 219        |
| 50         | 24        | Volles Risiko                        | Malediktator                                  | Chloé wird an der Schule für ihren Auftritt als Queen Bee verlacht, doch ihr Vater, der Bürgermeister, kann die Schule dafür nicht bestrafen. Als seine Frau und seine Tochter auch noch drohen, nach New York zu ziehen, wird er zu „Malediktator“ mit absoluter Macht akumatisiert. Durch diese bringt er Cat Noir dazu, sich wie eine echte Katze zu verhalten. Als Ersatz holt Ladybug das Bienen-Miraculous von Meister Fu und bekämpft mit Chloé deren Vater. | 12. Okt. 2018                                | 12. Nov. 2018                                  | 222        |
| 51         | 25        | Tag der Helden – Teil 1              | Catalyste (Le Jour des Héros – Partie 1)      | Am Tag der Helden, an dem die Stadt Ladybug und Cat Noir feiert, will Gabriel einen besonderen Plan umsetzen und Lila Rossi erneut akumatisieren, die er wütend macht, indem er öffentlich Ladybug anpreist. Als Volpina erschafft sie eine Illusion, wie Ladybug Cat Noir tötet. Hawk Moth verwandelt auch Natalie in „Catalyst“, die seine Kräfte als „Scarlet Moth“ so verstärkt, dass er unbegrenzt viele Akumas gleichzeitig aussenden kann. Bürger, die schon einmal akumatisiert worden waren, werden erneut in die Superschurken verwandelt. Ladybug gibt jeweils Nino und Alya ihre Miraculous sowie Cat Noir Chloé ihres. Scarlet Moth erscheint am Eiffelturm, und die Helden treffen zusammen, um sich einen Plan zu überlegen. | 21. Okt. 2018                                | 29. Nov. 2018                                  | 224        |
| 52         | 26        | Tag der Helden – Teil 2              | Mayura (Le Jour des Héros – Partie 2)         | Während des Kampfes akumatisiert der Superschurke Dark Cupid (Kim) weitere Bürger und auch die Helden Rena Rouge, Carapace und Queen Bee, die zu Rena Rage, Shell Shock und Scarlet Queen Wasp werden. Ladybug und Cat Noir entkommen mit den Wasserkräften ihrer Kwamis. Cat Noir kann den Stab von Scarlet Moth zerstören, wodurch dieser wieder zu Hawk Moth wird und alle Akumatisierten wieder normal. Als Hawk Moth von den, nun wieder, fünf Helden eingekreist wird, nimmt Catalyst das Pfauen-Miraculous, das Gabriels Frau gehörte, und wird zu „Mayura“, die mit Federn sogenannte Sentimonster erschaffen kann. Sie schickt eine riesige Motte, wodurch Hawk Moth entkommen kann. Während Marinette erkennen muss, dass sie nun einen weiteren Feind haben, warnt Gabriel Natalie zuhause vor dem Pfauen-Miraculous, weil dieses beschädigt ist. | 3. Nov. 2018                                 | 30. Nov. 2018                                  | 225        |

## Staffel 3
Gegen die Zeit, Die Filmpremiere und Vergissmeinnicht wurden bereits am 19. Mai 2019 beim Kino-Event in ausgewählten deutschen und österreichischen Kinos gezeigt.
| Nr. (ges.) | Nr. (St.) | Deutscher Titel               | Originaltitel                                         | Zusammenfassung | Erstausstrahlung FRA | Deutschsprachige Erstausstrahlung (D/A/CH/S/L) | Prod. Code |
| ---------- | --------- | ----------------------------- | ----------------------------------------------------- | --- | -------------------- | ---------------------------------------------- | ---------- |
| 53         | 1         | Gegen die Zeit                | Rebrousse-Temps                                       | Marinette will Adrien einen Liebesbrief geben, soll aber für den erkrankten Meister Fu auch das Rezept für eine Arznei abgeben sowie einen Brief an seine Geliebte Marianne, mit der er sich treffen wollte. Durch ein Missverständnis, weil Ladybug Marianne den falschen Brief gegeben hat, wird diese zu „Backwarder“ akumatisiert, deren Kraft andere dazu bringt, ihre letzten Handlungen rückwärts durchzulaufen. Sie will Ladybug damit treffen, die sie auf diese Weise zu Meister Fu führen würde. Nachdem sie aber besiegt wird, können Marianne und Fu sich kurz sehen, bevor Marianne zum Schutz vor Hawk Moth wieder gehen muss. | 12. Feb. 2019        | 27. Mai 2019                                   | 304        |
| 54         | 2         | Verliebt in Cat Noir          | Papa Garou                                            | Als Cat Noir der Verdacht kommt, dass Marinette Ladybug ist, gesteht sie zur Ablenkung stattdessen, dass sie in ihn verliebt ist. Weil Cat Noir sie aber abweist, da er eine andere liebt, nämlich Ladybug, wird Marinettes Vater Tom zu „Weredad“ akumatisiert, der seine Tochter in einem Gefängnis aus Dornengestrüpp einsperrt. Getrennt von Tikki kann sie sich nicht verwandeln, sodass Cat Noir alleine kämpfen muss. | 30. Dez. 2018        | 30. Mai 2019                                   | 306        |
| 55         | 3         | Lila gibt nicht auf           | Caméléon                                              | Lila kehrt nach einer Reise zurück und zieht wieder mit Lügen alle Schüler auf ihre Seite. Hawk Moth will zunächst Marinette über ihre Wut auf Lila akumatisieren, doch nachdem Tikki Marinette beruhigt hat, nimmt stattdessen Lila freiwillig den Akuma an und wird zu „Chaméléon“, die sich in andere verwandeln kann, wenn sie diese küsst. Nach dem Kampf geht Lila scheinbar auf Ladybugs Friedensangebot ein, doch Hawk Moth sieht in ihr eine potentielle Verbündete, die ihm noch nützlich werden könnte. | 1. Dez. 2018         | 19. Jan. 2019                                  | 301        |
| 56         | 4         | Die Filmpremiere              | Animaestro                                            | In dieser Episode tritt der Schöpfer der Serie Thomas Astruc selbst auf. Ein Animationsfilm über Ladybug und Cat Noir hat Premiere, doch Astruc fühlt sich von den Besuchern als Regisseur nicht gewürdigt. Während Marinette und Chloé zusammenarbeiten, um Kagami von Adrien fernzuhalten, wird Astruc zu „Animaestro“ akumatisiert, der sich in Zeichentrickfiguren mit verschiedenen Kräften verwandeln kann. | 12. März 2019        | 29. Mai 2019                                   | 302        |
| 57         | 5         | Bakerix                       | Boulangerix                                           | Marinette sucht ihren Großvater, da ihr Vater seinen 40. Geburtstag feiert. Doch er fühlt sich von Marinette hintergangen und Hawk Moth akumatisiert ihn in „Bakerix“. | 2. Mai 2019          | 4. Nov. 2019                                   | 303        |
| 58         | 6         | Ladybug ist sprachlos         | Silence                                               | Nachdem die Band der Schüler, für die Marinette die Kostüme designed, bei einem Nachwuchswettbewerb des Produzenten Bob Roth ein Video eingeschickt hat, müssen sie erkennen, dass Roths Sohn, der Musiker XY, sie für seine neue Single kopiert hat. Marinette und Luka stellen Roth zur Rede, werden aber nur ausgelacht, worauf Luka zu „Silencer“ akumatisiert wird, der anderen ihre Stimme nimmt. Ohne diese kann Ladybug weder den Glücksbringer rufen noch den Akuma zu einem guten Schmetterling zurückverwandeln, doch mit Cat Noir gelingt der Sieg dennoch. Nach dem Kampf bringen sie Roth durch einen Trick zu einem Geständnis vor Kamera und er muss einwilligen, die Band als Produzent aufzunehmen. Luka wiederholt ein Liebesgeständnis an Marinette, das er ihr schon als Silencer sagte, ohne dass er sich daran erinnern kann. | 7. Apr. 2019         | 19. Okt. 2019                                  | 307        |
| 59         | 7         | Vergissmeinnicht              | Oblivio                                               | Ladybug und Cat Noir haben ihre Erinnerungen verloren, können als Marinette und Adrien aber durch Hinweise ermitteln, dass sie Superhelden sind und gegen einen Superschurken namens „Oblivio“ gekämpft haben. Außerdem kommen sie zu dem Schluss, dass sie ein Paar sein müssen. Mit Meister Fus Hilfe gelingt es ihnen, sich wieder zu verwandeln, und sie besiegen den Schurken, der sich als Nino und Alya herausstellt, die gemeinsam akumatisiert worden sind. Cat Noir und Ladybug küssen sich, wovon Alya ein Foto macht, bevor Ladybug mit ihrer Kraft das verursachte Chaos wieder zurücksetzt, wodurch sie zwar ihre bisherigen Erinnerungen zurückerhalten, aber die an die Zeit ohne Erinnerungen - darunter auch ihre wahren Identitäten - wieder verlieren.                                                                           | 18. März 2019        | 28. Mai 2019                                   | 310        |
| 60         | 8         | Stormy Weather 2              | Climatika 2                                           | Diese Episode ist ein Rückblick auf die ersten beiden Staffeln und zeigt Szenen früherer Episoden, indem verschiedene Figuren sich an Ereignisse erinnern. Außerdem wird Aurore erneut zu „Stormy Weather“ akumatisiert und bekämpft. | 14. Feb. 2019        | 31. Mai 2019                                   | 317        |
| 61         | 9         | Reflekdoll                    | Poupéflekta                                           | Juleka soll eine von Marinette erstellte Kollektion für ein Fotoshooting anziehen, doch Alya hat eine andere Idee und entscheidet sich stattdessen für Marinette. Hawk Moth und Mayura akumatisieren Juleka in „Reflekdoll“. Marinette und Adrien haben Schwierigkeiten mit ihren Miraculous und werden durch ein Versehen ihrer Kwamis in Lady Noir und Mister Bug verwandelt. | 3. Sep. 2019         | 5. Nov. 2019                                   | 305        |
| 62         | 10        | Eine neue Verbündete          | Oni-Chan                                              | Lila manipuliert sich ihren Weg zu Adrien nachhause. Daraufhin wird Kagami eifersüchtig und zu „Oni-Chan“ akumatisiert. | 4. Mai 2019          | 6. Nov. 2019                                   | 308        |
| 63         | 11        | Gestohlene Kräfte             | Miraculeur                                            | Während Chloé weiterhin darauf wartet das Ladybug ihr das Bienen-Miraculous zurückgibt, wird Sabrina in den Bösewicht „Miraculer“, der Kräfte stehlen kann, akumatisiert. | 18. Mai 2019         | 7. Nov. 2019                                   | 309        |
| 64         | 12        | Das Wachsfiguren-Museum       | La Marionnettiste 2                                   | Adrien muss einen Abdruck von seiner Hand für ein Wachsfigurenmuseum machen, und seine Freunde Marinette, Alya, Nino und Manon begleiten ihn. Die kleine Manon möchte mit Alya spielen, aber Alya hat keine Zeit, denn sie versucht Adrien und Marinette zusammenzubringen. Manon fühlt sich vernachlässigt und wird von Hawk Moth ein zweites Mal zu „Puppeteer“ verwandelt. Sie kann alle Wachsfiguren zum Leben erwecken und damit Ladybug und Cat Noir bekämpfen. | 13. Juli 2019        | 4. März 2020                                   | 321        |
| 65         | 13        | Das Miraculous der Schlange   | Desperada                                             | Bei einer Probe der Band der Schüler taucht Vivica als „Desperada“ auf. Sie wurde von Jagged Stone als Gitarrenspielerin gefeuert und dann auf Grund der Emotion von Hawk Moth verwandelt. Marinette kann sich in Ladybug verwandeln und mit Luca und Adrien in die Kanalisation flüchten. Von dem Glücksbringer bekommt Ladybug den Hinweis zu Meister Fu zu gehen. Sie nimmt das Schlangenmiraculous und gibt es Adrien. Er lenkt sie aber von der Mission ab und Ladybug wird immer wieder getroffen. Er muss sie, mit der Kraft die Zeit zurückzudrehen, immer wieder retten. Adrien erkennt das Problem und gibt das Miraculous zurück. Ladybug entscheidet sich dann Luca das Miraculous zu geben und Adrien kann sich in Cat Noir verwandeln. Zusammen besiegen sie Desperada.                                                                | 5. Okt. 2019         | 8. Nov. 2019                                   | 311        |
| 66         | 14        | Zugfahrt ins All              | Startrain                                             | Marinettes Klasse macht mit dem Zug einen Ausflug nach London. Aus Angst, dass sie ihre Astronautenprüfung nicht besteht, wird Max' Mutter zu „Startrain“ akumatisiert, und die Passagiere landen inklusive Zug im All. Jedoch können Ladybug, Cat Noir und Max, der sich durch das Pferde-Miraculous in Pegasus verwandelt, sie besiegen. | 16. Sep. 2019        | 10. Nov. 2019                                  | 313        |
| 67         | 15        | Die Kwami-Jägerin             | Chasseuse de Kwamis                                   | Ms. Mendeleiev möchte beweisen, das Kwamis wirklich existieren, nachdem sie Tikki und Plagg im Klassenzimmer gesehen hat. Jedoch wird sie verspottet. Durch diesen Spott wird sie in „Kwami-Buster“ verwandelt, der Kwamis aufspüren kann. | 12. Okt. 2019        | 22. Feb. 2020                                  | 314        |
| 68         | 16        | Fehler der Vergangenheit      | Feast                                                 | Da Meister Fu's Vergangenheit ihn wiedermals einholt, nimmt er die Miraculous von Marinette und Adrien weg. Leider wird in derselben Nacht ein altes Sentimonster zu „Feast“ akumatisiert. Jedoch können Ladybug und Cat Noir, auch Anfangs ohne ihre Superkräfte, den Plan von Hawk Moth vereiteln. | 17. Sep. 2019        | 11. Nov. 2019                                  | 315        |
| 69         | 17        | Der Freundschaftstag          | Ikari Gozen                                           | Kagami und Marinette werden am Freundschafts-Tag als Team ausgelost und müssen zusammen arbeiten, um zu Adrien zu kommen. Jedoch wird Tomoe, Kagami's Mutter, zu „Ikari Gozen“ verwandelt, nachdem Kagami sie angelogen hat. Ladybug gibt Kagami das Drachen-Miraculous, welche zu Ryuko wird. Mit vereinten Kräften schaffen sie es, Ikari Gozen zu besiegen. | 18. Sep. 2019        | 13. Nov. 2019                                  | 318        |
| 70         | 18        | Ein Schurke aus der Zukunft   | Timetagger                                            | Nach einem Kampf gegen einen Akuma werden Ladybug und Cat Noir plötzlich von einem zukünftigen Bösewicht attackiert. Durch die Hilfe der zukünftigen Alix, die das Hasen-Miraculous besitzt, können sie den Akuma fassen und den zukünftigen Chris Lahiffe wieder in seine Zeit schicken. | 18. Mai 2019         | 2. März 2020                                   | 319        |
| 71         | 19        | Die Überraschungsparty        | Trouble fête                                          | Als Adrien's Fan Wayhem denkt, er hätte ihn angelogen, wird er zu Party Crasher akumatisiert. Als er dann auch noch Ladybug gefangen nimmt, muss Cat Noir auf die Hilfe von Pegasus, Viperion und Carapace vertrauen und auch Kim, der durch das Affen-Miraculous zu King Monkey wird. | 31. Okt. 2019        | 3. März 2020                                   | 320        |
| 72         | 20        | Gamer 2.0                     | Gamer 2.0                                             | Max wird ein weiteres Mal zu „Gamer“ akumatisiert, mit der Macht Ladybug und Cat Noir dazu zu zwingen, sein eigenes Spiel zu spielen. | 15. Juni 2019        | 12. Nov. 2019                                  | 316        |
| 73         | 21        | Ladybug gegen Cat Blanc       | Chat Blanc                                            | Ladybug gelangt durch Bunnyx' Hilfe in die Zukunft. Dort angekommen, findet sie ein zerstörtes Paris vor sich und Cat Noir - der durch Verrat, Wut und Trauer zu „Cat Blanc“ akumatisiert wurde. Wird Ladybug im Stande sein, ihren eigenen Partner zu bekämpfen? | 9. Nov. 2019         | 5. März 2020                                   | 322        |
| 74         | 22        | Falsches Spiel                | Félix                                                 | Félix, Adrien's Cousin kommt zu Besuch. Als er sich als Adrien ausgibt und dessen Freunde beleidigt, werden Alya, Rose und Juleka ein weiteres Mal in „Lady WiFi“, „Princess Fragrance“ und „Reflekta“ akumatisiert. | 13. Nov. 2019        | 6. März 2020                                   | 323        |
| 75         | 23        | Marinette unter Verdacht      | Ladybug                                               | Lila hat es geschafft - sie hat die Klasse erfolgreich gegen Marinette aufgebracht. Das führt dazu, dass Marinette von der Schule verwiesen wird. Und es kommt noch schlimmer, als sie sich auch noch einem Sentimonster stellen muss, das exakt wie Ladybug aussieht und kämpft. | 10. Sep. 2019        | 7. März 2020                                   | 324        |
| 76         | 24        | Marinette, die Weihnachtselfe | Maître Noël                                           | Ninos kleiner Bruder, Chris, wird zu „Christ Master“ akumatisiert, einem Bösewicht, der Spielzeuge zum Leben erwecken kann. Jedoch überzeugen Ladybug und Cat Noir ihn, den Akuma aufzugeben. | 8. Feb. 2019         | 9. Nov. 2019                                   | 312        |
| 77         | 25        | Der Kampf der Miraculous (1)  | Heart Hunter (La Bataille des Miraculous – Partie 1)  | Chloés Eltern werden zum „Heart Hunter“ akumatisiert. Jedoch ist dies nur eine Ablenkung für Hawk Moths eigentlichen Plan - den Hüter der Miraculous zu suchen. Währenddessen gibt Marinette ihre Liebe zu Adrien auf, doch ihre Gefühle plagen sie selbst als Ladybug. Als sie Hilfe holt, macht sie einen sehr fatalen Fehler. | 13. Okt. 2019        | 8. März 2020                                   | 325        |
| 78         | 26        | Der Kampf der Miraculous (2)  | Miracle Queen (La Bataille des Miraculous – Partie 2) | Hawk Moth, der jetzt im Besitz der Miraculous-Schatulle ist, akumatisiert Chloé zu „Miracle Queen“. Als diese kontrolliert sie die Miraculous-Träger. Ladybug und Cat Noir besiegen sie zwar, jedoch hat Hawk Moth immer noch die Schatulle. Daraufhin ernennt Meister Fu Ladybug zur Hüterin. Das führt dazu, dass er seine Erinnerungen verliert und Hawk Moth vorerst gestoppt wird. | 15. Okt. 2019        | 8. März 2020                                   | 326        |

## Staffel 4
| Nr. (ges.) | Nr. (St.) | Deutscher Titel            | Originaltitel                                    | Zusammenfassung | Erstausstrahlung FRA/USA/BRA | Deutschsprachige Erstausstrahlung (D/A/CH/S/L) | Prod. Code |
| ---------- | --------- | -------------------------- | ------------------------------------------------ | --- | ---------------------------- | ---------------------------------------------- | ---------- |
| 79         | 1         | Wahrheit                   | Truth                                            | Luka wird zum Superschurken „Truth“ akumatisiert, der alle dazu zwingen kann, die Wahrheit zu sagen, weil er von Marinette wünscht, dass sie ihm endlich ihre Geheimnisse sagt. Dadurch erfährt er, dass Jagged Stone sein Vater ist. Gabriel Agreste schafft es außerdem, das Pfauen-Miraculous zu reparieren und durch dieses und das Schmetterlings-Miraculous zu Shadow Moth zu werden. | 11. Apr. 2021                | 25. Mai 2021                                   | 401        |
| 80         | 2         | Lügen                      | Lies                                             | Kagami denkt, dass Adrien sie nur anlügt. Zu „Lies“ akumatisiert macht sie jeden, der gelogen hatte, bewegungsunfähig. | 18. Apr. 2021                | 26. Mai 2021                                   | 402        |
| 81         | 3         | Zu viele Geheimnisse       | Gang of Secrets                                  | Das Geheimnis, die Wächterin der Miraculous zu sein, bringt Marinette nur Unglück. Durch ihre Wut werden Alya, Juleka, Mylene, Rose und Alix erneut akumatisiert. Am Ende der Folge sagt Marinette Alya, dass sie Ladybug ist. | 25. Apr. 2021                | 27. Mai 2021                                   | 403        |
| 82         | 4         | Mr. Pigeon 72              | Mr. Pigeon 72                                    | Als er das 72. Mal akumatisiert wird, verwandelt „Mr. Pigeon“ diesmal alle Einwohner in Tauben. Ladybug versucht einen Weg zu finden, diese ständig wiederholenden Akumatisierungen zu vermeiden. Dies gelingt mit Hilfe eines Anhängers, der es für Shadow Moth unmöglich macht, jemanden nochmal zu akumatisieren. | 23. Mai 2021                 | 23. Okt. 2021                                  | 404        |
| 83         | 5         | Nichts zu lachen           | Psycomedian                                      | Der bekannte Komödian der Stadt will mal andere Emotionen als lachen hervorrufen. Doch seine Idee ruft nur Gelächter hervor. Als Psycomedian hat er die Chance, Emotionen zu beeinflussen, indem er jemanden in die Augen schaut. Gleichzeitig versucht Marinette Adrien für sich zu gewinnen – durch Lachen. | 29. Jan. 2022                | 21. März 2022                                  | 405        |
| 84         | 6         | Vom Master zum Monster     | Furious Fu                                       | Marinette besucht Meister Fu. Danach trifft sie Zuhause auf Su-Han, den großen Hüter der Mutterschatulle. Er befiehlt ihr und Cat Noir, ihm die Miraculousschatulle und ihre Miraculous zu geben. Ladybug und Cat Noir laufen weg und stehlen Su-Hans Zepter, mit dem er die Schatulle finden kann. Das nutzt Shadow Moth und will Su-Han akumatisieren. Er beherrscht allerdings einen Spruch, der ihn vor Akumas schützt. Er nimmt sich Fus Gehstock, da dies auch ein Zepter ist. Weil Fu sich ärgert, wird er nun zu „Furious Fu“ akumatisiert und kann spezielle Kampfkünste. Ladybug und Cat Noir besiegen Furious Fu mit Hilfe von Marianne. Anschließend entschuldigt sich Su-Han bei Fu und Marinette für die Missverständnisse. | 30. Mai 2021                 | 27. März 2021                                  | 406        |
| 85         | 7         | Willkommen in Paris        | Sole Crusher                                     | Chloés Schwester Zoé fliegt von New York nach Paris. Dort angekommen freundet sie sich zufällig mit Marinette an. Als sie ihre Schwester trifft, gelangt Zoé in einen Zwiespalt. Sie wird zu „Sole Crusher“ akumatisiert, wodurch sie alle so zertrampeln kann, wie ihre Schwester Chloé das von ihr verlangt. | 6. Juni 2021                 | 8. Nov. 2021                                   | 407        |
| 86         | 8         | Chloé sieht gelb           | Queen Banana                                     | Als Chloés Schwester, Zoé, ihre Rolle in einen Film bekommt, wird sie zu „Queen Banana“ akumatisiert. Doch Ladybug, Cat Noir und Zoé, die durch das Bienen-Miraculous zu „Vesperia“ wird, können sie aufhalten. | 13. Juni 2021                | 28. Mai 2021 (gleichzeitig auch Weltpremiere)  | 408        |
| 87         | 9         | Der Collector kehrt zurück | Gabriel Agreste                                  | Marinette schleicht sich während eines privaten Dinners in das Haus der Agrestes, nur um festzustellen, dass auch ein Superschurke die Party stört. Wird Ladybug den Tag retten, oder besser gesagt, die Soirée? | 14. Nov. 2021                | 22. März 2022                                  | 409        |
| 88         | 10        | Projekt Oxygen             | Mega Leech                                       | Durch eine Demonstration gegen die Zerstörung der Bäume im Park fühlt sich der Bürgermeister von Paris nicht ernstgenommen und wird wieder zu „Malediktator“ akumatisiert. Er vervielfältigt sich mit Hilfe seines Sentimonsters Mega Leech in Miniaturformate, um jeden Pariser einzeln zu kontrollieren. Ladybug erinnert sich an einen Spruch einer Klassenkameradin und gibt das Miraculous der Maus an Mylène, um die vielen Probleme mit vielen Lösungen zu beheben. | 26. Sept. 2021               | 9. Nov. 2021                                   | 410        |
| 89         | 11        | Schuldgefühle              | Guiltrip                                         | Juleka wird nochmals in „Reflekta“ verwandelt, mit einem Sentimonster, der die, die sich schuldig fühlen, in eine andere, kleinere Welt schickt, sodass sie zu Refleka-Klonen werden. Als Reflekta durch ihre eigene Schuld die Kontrolle verliert, müssen Ladybug und Cat Noir, mit der Hilfe von Rose und den Schweine-Miraculous sie von dieser Schuld befreien. | 20. Juni 2021                | 29. Mai 2021                                   | 411        |
| 90         | 12        | Der große Streit           | Crocoduel                                        | Zu Lukas und Julekas Geburtstag besucht ihr Vater die beiden. Im Streit mit ihrer Mutter (seiner ehemaligen Geliebten) werden beide erneut akumatisiert und beginnen, sich gegenseitig zu bekämpfen. Marinette versucht, Luka zu meiden, was zu Problemen führt. | 29. Aug. 2021                | 10. Nov. 2021                                  | 412        |
| 91         | 13        | Optigami                   | Optigami                                         | Gabriel und Nathalie schmieden den Plan, einen Sentimonster namens Optigami zu Ladybug zu bringen, damit sie herausfinden wer sie wirklich ist. Ladybug durchschaut diesen Plan jedoch. | 5. Sept. 2021                | 30. Mai 2021 (gleichzeitig auch Weltpremiere)  | 413        |
| 92         | 14        | Eine Falle für Ladybug     | Sentibubbler                                     | Shadow Moth versucht durch eine List an das Miraculous des Fuchses zu gelangen und erschafft ein Sentimonster, welches aussieht wie der Bubbler aus der früheren Episode. Sentibubbler will Alya zum Verrat an Ladybug zwingen. | 12. Sept. 2021               | 11. Nov. 2021                                  | 414        |
| 93         | 15        | Liebeserklärung            | Glaciator 2                                      | Ladybug und Cat Noir kämpfen erneut gegen den Glaciator. Dieser besteht darauf, dass die beiden ein Paar sind, da ihre Fotos in ganz Paris verteilt sind. Das macht Ladybug aber sehr wütend. Cat Noir bekommt von ihr auch eine Abfuhr, das macht Adrien sehr traurig und er zieht als Superheld alleine durch die Stadt. Später trifft er auf Marinette, die mit einer heimlichen Romanze Hilfe braucht und ihm einen Liebesbrief vorlesen möchte. | 24. Okt. 2021                | 19. Feb. 2022                                  | 415        |
| 94         | 16        | Eine neue Ladybug          | Hack-San                                         | Marinette muss nach London und übergibt Alya ihr Miraculous. Mit Hilfe von Hack-San kann Shadow Moth Robostus wieder akumatisieren. | 10. Okt. 2021                | 17. Dez. 2021                                  | 416        |
| 95         | 17        | Eifersucht                 | Rocketear                                        | Nino gelangt durch einige Missverständnisse zu der Meinung, dass Alya ihn mit Cat Noir betrügt. Eifersüchtig wird er zu „Rocketear“ akumatisiert, um sich an Cat Noir zu rächen. | 19. Sept. 2021               | 12. Nov. 2021                                  | 417        |
| 96         | 18        | Kindheitsträume            | Wishmaker                                        | Der TV-Star Alec stellt fest, dass sein Beruf nicht seinem Traum entspricht. Er wird zu „Wishmaker“, einem Superschurken der von allen die Kindheitsträume in die Realität umsetzt. Dabei verwandeln sich die betroffenen in einen Beruf ihrer Wahl. Das führt für Ladybug und Cat Noir zu Problemen, denn sie führen die Traumberufe ohne Maske aus. Viperion erfährt dadurch die wahren Identitäten von Ladybug und Cat Noir. Außerdem steht die Berufsmesse in Paris an, weshalb Marinette, Adrien und ihre Mitschüler sich über die Zukunft Gedanken machen. Dabei treffen die beiden auf Luka. | 3. Okt. 2021                 | 13. Nov. 2021                                  | 418        |
| 97         | 19        | Zu kompliziert             | Simpleman                                        | Marinettes Großvater wird zu Simpleman akumatisiert, weil er die moderne Welt zu kompliziert findet. Mithilfe seiner neuen Kraft kann er alles vereinfachen – auch die Pläne von Ladybug und Cat Noir. | 17. Okt. 2021                | 18. Dez. 2021                                  | 419        |
| 98         | 20        | Aus der Ruhe gebracht      | Qilin                                            | Marinettes Mutter ist immer prima organisiert und plant sogar die tollpatschige Art ihrer Tochter immer ein. Als Marinette ihr jedoch eine Freude machen will, wirft das alle Pläne über den Kopf und sorgt für ein Missverständnis mit der Polizei. Durch diese Ungerechtigkeit wird Marinettes Mutter in Qilin akumatisiert und verlangt Gerechtigkeit. | 12. Feb. 2022                | 23. März 2022                                  | 420        |
| 99         | 21        | Streit um Marinette        | Dearest Family                                   | Marinettes Eltern und Großeltern werden akumatisiert. Shadow Moth erschafft einen Mega-Akuma, mit dem die von Ladybug vergebenen Anhänger ihre Wirkung verlieren. | 19. Okt. 2021                | 19. Dez. 2021                                  | 421        |
| 100        | 22        | Zweite Chance              | Ephemeral                                        | Su-Han akzeptiert es nicht länger, die Identität von Cat Noir nicht zu kennen. Marinette heckt also einen komplizierten Plan aus, wie Su-Han Cat Noirs Identität weiß aber Marinette selbst nicht. Aber natürlich läuft was schief. Dieses Missgeschick nutzt Shadow Moth aus. Kann es verhindert werden, dass Shadow Moth beide Miraculous bekommt? | 7. Nov. 2021                 | 24. März 2022                                  | 422        |
| 101        | 23        | Cat Noir 2.0               | Kuro Neko                                        | Cat Noir wird von Ladybug immer mehr ignoriert. Darum gibt er kurzentschlossen sein Miraculous ab. Plagg überredet ihn jedoch, nicht aufzugeben, sondern sich nur so zu ändern, dass Ladybug wieder mit ihm arbeitet. Chaos entsteht als eine Riesenkatze auftaucht, Cat Noir sich ändern will und Ladybug sich von ihren Gefühlen leiten lässt. | 24. Jan. 2022                | 25. März 2022                                  | 423        |
| 102        | 24        | Torjäger                   | Penalteam                                        | Chloé sieht den Sinn von Fußball nicht. Als sie im Sportunterricht trotzdem an einem Spiel teilnehmen soll, ist sie denkbar schlecht. Zu Penalty akumatisiert fordert sie Ladybug zu einem Fußballspiel nach eigenen Regeln auf. Ladybug nimmt die Herausforderung an und versammelt alle Superhelden. Allerdings spielt das Penalteam nicht fair... | 14. Feb. 2022                | 26. März 2022                                  | 424        |
| 103        | 25        | Shadow Moths Falle (1)     | Risk (Shadow Moth's Final Attack – Part 1)       | Ohne dass Ladybug und Cat Noir davon wissen, setzt Shadow Moth geduldig den letzten Angriff in Gang… | 9. Feb. 2022                 | 27. März 2022                                  | 425        |
| 104        | 26        | Shadow Moths Falle (2)     | Strikeback (Shadow Moth's Final Attack – Part 2) | Die Falle von Shadow Moth schnappt langsam zu und droht, das Schicksal von Ladybug und Cat Noir für immer auf den Kopf zu stellen… | 10. März 2022                | 27. März 2022                                  | 426        |

## Staffel 5
| Nr. (ges.) | Nr. (St.) | Deutscher Titel                                    | Originaltitel                              | Zusammenfassung | Erstausstrahlung FRA/USA/BRA | Deutschsprachige Erstausstrahlung (D/A/CH/S/L) | Prod. Code |
| ---------- | --------- | -------------------------------------------------- | ------------------------------------------ | --- | ---------------------------- | ---------------------------------------------- | ---------- |
| 105        | 1         | Evolution                                          | Evolution                                  | Monarch besitzt mittlerweile fast alle Miraculous. Ladybug, Cat Noir und Bunnyx stellen sich Monarch, der mit dem Hasen-Miraculous durch die Zeit reist, um die Miraculous der früher noch unerfahrenen Ladybug und Cat Noir zu stehlen. Die junge Alix schafft es als Superheldin Canigirl mit Ladybug und Rabbit Noir Monarchs Plan zu vereiteln. Alix flüchtet mit dem Hasen-Miraculous durch die Zeit, damit Monarch nicht ihr Miraculous bekommt. | 13. Juni 2022                | 12. Nov. 2022                                  | 501        |
| 106        | 2         | Multiplikation                                     | Multiplication                             | Lange Zeit hören die Helden nichts von Monarch, was sie stutzig macht. Beide fliegen mit ihrer Superkraft nach London, um Félix zu fangen. Seine Mutter gibt vor, alleine zu sein; sie sagt, dass Félix nicht da sei. Später taucht Ikari Gozen mit der Kraft des Mäuse-Miraculous auf. Ladybug und Cat Noir können sie besiegen, wissen aber nicht, wieso sie die Kraft der Vervielfachung hat. Währenddessen zeigt Gabriel den Menschen seine neue Kreation: die Alliance-Ringe. Félix war doch daheim und sagt Duusu, dass er viel mehr ist als ihr Meister. | 20. Juni 2022                | 28. Nov. 2022                                  | 502        |
| 107        | 3         | Zerstörung                                         | Destruction                                | Marinette ist immer noch in Adrien verliebt. Monarch will wissen, wo Ladybug wohnt. Durch Hinweise wird er in das Kunstmuseum geführt. Monarch wird durch Ladybug und Cat Noir in eine Falle gelockt, die jedoch verheerende Konsequenzen für den Schurken hat, denn Cat Noir hat mit seinem Kataklysmus Monarchs Arm berührt. Gabriel hat durch die Verwundung nicht mehr so viel Zeit zum Leben, deshalb pulverisiert er die Miraculous und stellt aus ihnen Ringe her. | 17. Okt. 2022                | 29. Nov. 2022                                  | 503        |
| 108        | 4         | Jubel                                              | Jubilation                                 | Marinette joggt, wo sie auch ein Werbevideo für die Alliance-Ringe sieht. Um Monsieur Damocles zu retten, erscheint eine andere Ladybug, die nicht Marinette ist. Socqueline ist eine alte Freundin von Marinette. Monsieur Damocles wird in Darker Owl verwandelt und bekommt die Kraft des Schweine-Miraculous, die emotionale Folgen für Ladybug und Cat Noir bereithält. Cat Noir kann dank seines Kataklysmus die Maske zerstören und Damocles verwandelt sich zurück. Am Ende muss Marinette alias Ladybug feststellen, dass sie in Cat Noir verliebt ist. | 24. Okt. 2022                | 30. Nov. 2022                                  | 504        |
| 109        | 5         | Illusion                                           | Illusion                                   | Um Ladybug und Cat Noir dabei zu helfen, herauszufinden, wie Monarch seinen Bösewichten Wunderkräfte verleiht, gründen Nino und seine Freunde ein Widerstandsnetzwerk und beabsichtigen, eine Akumatisierung zu filmen. Sie demütigen Gabriel bei einer Eltern-Lehrer-Konferenz, doch er lässt sich davon scheinbar nicht beeindrucken. In Wirklichkeit erzählt Lila, nachdem sie Ninos Freunde belauscht hat, ihm von dem Plan, und so beschließt er, seine Akumatisierung in den Collector mit einer detaillierten Mirage vorzutäuschen. Nino filmt die Illusion erfolgreich, ohne zu wissen, dass sie nicht den wahren Prozess der Anwendung der Wunderkräfte darstellt. Später nimmt Nino Gabriel und Lila als Ehrenmitglieder in ihr Netzwerk auf, ohne ihre wahren Absichten zu kennen. | 2. Nov. 2022                 | 1. Dez. 2022                                   | 505        |
| 110        | 6         | Entschlossenheit                                   | Determination                              | Luka und Kagami bemerken, dass Adrien und Marinette immer noch unsicher über ihre Gefühle sind, also vereinbaren sie ein Date im Musée Grévin. Adrien und Marinette verhalten sich beide unbeholfen zueinander, also beschließen Kagami und Luka, sie in einen Raum einzusperren, um die Dinge zu regeln. Unterdessen versucht die Direktorin des Museums, Véronique, die Statuen der temporären Helden zu enthüllen, doch Bürgermeister Bourgeois widerspricht dem und droht mit der Schließung des Museums. Véronique wird in Manipula akumatisiert, die die Statuen zum Leben erwecken kann und dank der Entschlossenheitskraft des Ochsen Miraculous immun gegen wundersame Kräfte ist. Während des Kampfes verliebt sich Ladybug in Cat Noir. Nach Manipulas Niederlage bemerkt Cat Noir jedoch ihre Gefühle nicht und bekräftigt seine Gefühle für Marinette. | 28. Okt. 2022                | 2. Dez. 2022                                   | 506        |
| 111        | 7         | Leidenschaft                                       | Passion                                    | Adrien beschließt, Marinette näher zu kommen, während Marinette sich darüber freut, wie großartig Cat Noir ist. Unterdessen ist Nathalie verärgert über Gabriels Wunsch, sich die Marienkäfer- und Katzen-Miraculous zu besorgen. Sie suchte jahrelang nach den Juwelen, um ihm zu helfen, Emilie wiederzubeleben, doch als Nathalie sah, wie sich Gabriels Gesundheitszustand verschlechterte und er in selbstsüchtigen Wahnsinn verfiel, versuchte sie, die Juwelen für sich zu beanspruchen, um Adrien zu beschützen. Sie bittet darum, in Safari akumatisiert zu werden, eine Jägerin, die es nie verfehlen kann, ihr Ziel zu fangen. Sie nutzt die Leidenschaftskraft des Ziegen-Miraculous und zieht Waffen, darunter eine Armbrust, mit der sie Miraculous-Kräfte abfeuern kann. Während des Kampfes wird Ladybug von ihren Gefühlen für Cat Noir abgelenkt und von Venom getroffen. Marinette und Adrien tauschen ihre Miraculous und werden zu Lady Noire und Mister Bug, um Safaris Fährtenleser abzuwerfen und sie zu besiegen. | 31. Okt. 2022                | 3. Dez. 2022                                   | 507        |
| 112        | 8         | Wiedersehen                                        | Reunion                                    | Marinette erfährt, dass das Kwagatama dazu verwendet werden kann, die Erinnerungen früherer Miraculous-Besitzer heraufzubeschwören. Sie beschließt, Jeanne d’Arc zu kontaktieren, die zu ihrer Zeit die Superheldin „Scarlet Fate“ war, um nach ihrer Romanze mit Dark Grimalkin – dem damaligen Besitzer des Cat Miraculous aus England – zu fragen, die ihre jeweiligen Herrscher verärgerte. Unterdessen ist Jalil verärgert über die Abwesenheit seiner Schwester und glaubt den Behauptungen in den sozialen Medien, dass Ladybug böse sei, weil er sie versteckt habe. Er bittet Monarch, ihn wieder in den Pharao zu akumatisieren, um die Wahrheit selbst herauszufinden, dieses Mal mit der Schutzkraft der Schildkröten-Miraculous und der Fähigkeit, mit Maats Buch der Wahrheit Mauern zu errichten, die nur durch die Beantwortung trivialer Fragen geöffnet werden können und diese in eine Falle locken, die falsch antworten. Ladybug bittet den Pharao, ihre wahren Absichten mit dem Buch zu bestätigen. Als ihm klar wird, dass Monarch ihn angelogen hat, entakumatisiert er sich freiwillig. Später gibt Plagg Adrien sein eigenes Kwagatama. | 1. Nov. 2022                 | 4. Dez. 2022                                   | 508        |
| 113        | 9         | Hochstimmung                                       | Elation                                    | Alya tadelt Marinette für ihre Entscheidung, Cat Noir zu lieben, weil sie glaubt, ihre Gefühle seien unecht. Cat Noir geht es genauso, weil seine Gefühle für Ladybug nachgelassen haben, also beschließt er, Marinette als Adrien zur Rede zu stellen, kann sich aber nicht dazu durchringen. Er verwandelt sich erneut in Cat Noir und bringt sie zu André, dem Eishersteller, als er erfährt, dass Marinette ihn und nicht Adrien liebt. André glaubt jedoch, dass Marinette Adrien und Cat Noir Ladybug lieben sollte, was Marinette über die Erwartungen der Gesellschaft an sie frustriert. Sie wird fast zu Unmasker akumatisiert, aber sie lehnt das Akuma ab, das André stattdessen in Glaciator mit der Hochstimmungskraft des Tiger Miraculous verwandelt. Nach seiner Niederlage bekräftigen Marinette und Cat Noir ihre Liebesentscheidungen. | 3. Nov. 2022                 | 25. Feb. 2023                                  | 509        |
| 114        | 10        | Übertragung – Die Entscheidung der Kwamis – Teil 1 | Transmission (The Kwamis' Choice – Part 1) | Trotz des Coachings ihrer Freunde weigert sich Marinette immer noch, eine Bindung zu Adrien aufzubauen. Adrien bringt es nicht über sich, der deprimierten Marinette seine Gefühle zu offenbaren, während sie weiterhin ihre Liebe für ihre Probleme verantwortlich macht. Als Tikki und Plagg dies sehen, beschließen sie, sie von ihren Heldenpflichten zu entbinden und sie durch Alya als Scarabella und Zoé als Kitty Noire zu ersetzen. Monarch versucht Adrien zu akumatisieren; Er bricht beim ersten Mal ab, schafft es beim zweiten Mal fast und leitet den Akuma dann an Kouki weiter, einen von Nora beleidigten Kickboxer. Er verwandelt sich in Kikou, einen Riesen mit den Kräften der Schildkröten-, Tiger-, Ochsen-, Pferde- und Maus-Miraculous. Die neuen Helden besiegen ihn, während Marinette und Adrien sich langsam aneinander gewöhnen. | 12. Dez. 2022                | 22. Mai 2023                                   | 510        |
| 115        | 11        | Verpuffung – Die Entscheidung der Kwamis – Teil 2  | Deflagration (The Kwamis' Choice – Part 2) | Anhand der Daten der Allainceringe entdeckt Monarch die Identität von Scarabella und Kitty Noire. Er verleiht sich die Kräfte der Bienen-, Maus-, Hahn-, Ochsen- und Pferde-Miraculous und erlaubt ihm, sich in unsichtbare Klone aufzuteilen, um sie auszuspionieren. Nachdem er Chloé in Sole Destroyer akumatisiert hat, eine Variante von Sole Crusher, die Menschen in lebende Schuhe verwandeln kann, lähmt Monarch Alya und Zoé, bevor sie sich verwandeln können, und ergreift ihre Miraculous. Er zwingt Tikki und Plagg, sich mit ihm zu vereinen, doch bevor sie dies tun können, schickt Ersterer einen Glücksbringer an Marinette, während Letzterer sein Miraculous zerstört, was einen Kreislauf aus Schöpfung und Zerstörung auslöst, der die Welt auszulöschen droht. Monarch nutzt das Marienkäfer-Miraculous, um zu Monarchbug zu werden, und versucht, das Katzen-Miraculous wiederherzustellen, aber Marinette bringt ihn dazu, einen falschen Glücksbringer zu verwenden, und holt dann ihr Miraculous zurück. Sie macht den Schaden rückgängig und erfährt von den neu konfigurierten Miraculous. Später kehren Tikki und Plagg zu ihren ursprünglichen Besitzern zurück und halten es für wichtiger als ihre Liebesgeschichte. | 10. Feb. 2023                | 22. Mai 2023                                   | 511        |
| 116        | 12        | Perfektion                                         | Perfection                                 | Marinette weigert sich weiterhin, Adrien ihre Liebe zu erklären, und kommt so weit, dass sie sich immer noch nicht ausdrücken kann, als Adrien und Kitty Section ein Liebeslied für sie vortragen. Alya und Kagami versuchen sie zu trösten, aber sie lehnt ihren Rat ab und verwandelt sich in Ladybug, um ihnen auszuweichen. Basierend auf einer aufgeladenen Checkliste von Lila ist Kagami davon überzeugt, dass Marinette nicht ihre Freundin sein möchte, was zulässt, dass sie in Ryukomori akumatisiert wird, einen immateriellen Wolkenriesen mit der Kraft der Perfektion des Drachen-Miraculous, der nicht sehen oder Leute hören kann. Ladybug und Cat Noir erkennen, dass sie sich einfach nicht für perfekt genug hält, um mit irgendjemandem befreundet zu sein. Deshalb verwenden sie ein riesiges Mosaik, um ihr zu zeigen, dass sie geliebt wird, und ermöglichen ihr so die Entakumatisierung. Marinette erkennt die Parallelen zu ihrer Situation und beschließt, ihren Freunden zuzuhören. Tomoe greift Gabriel später an, weil er Kagami gefährdet hat, und erinnert ihn daran, dass er ihr einen sehr hohen Preis schuldet. | 21. Nov. 2022                | 23. Mai 2023                                   | 512        |
| 117        | 13        | Auswanderung                                       | Migration                                  | Luka fungiert als Therapeut, um seinen Freunden bei ihren Geheimnissen zu helfen. Nachdem er sich nach Jagged und Penny erkundigt hat, die sich inzwischen verabredet haben, bekommt er Besuch von Bob Roth. Dieser bringt Kitty Section dazu, einen äußerst räuberischen Vertrag zu unterzeichnen. Das merken sie, als er sich verdoppelt und alle außer Luka feuert. Verärgert wird Luka fast wieder in Silencer akumatisiert, aber als Monarch herausfindet, dass er die geheimen Identitäten von Ladybug und Cat Noir kennt, befreit sich Luka gewaltsam aus dem Akuma, der stattdessen zu Bob geht und ihn in Gold Record verwandelt, der kann unter Verwendung seiner Schallplatte, Menschen und Dinge in Schallplatten verwandeln, die ihre innersten Gedanken wiedergeben, und teleportieren sich mit der Migrationskraft des Horse Miraculous. Nach der Niederlage des Bösewichts gesteht Luka sein Wissen und verlässt dann Paris, um zu seinem Schutz mit Jagged und Penny die Welt zu bereisen. | 13. Apr. 2023                | 24. Mai 2023                                   | 513        |
| 118        | 14        | Verhöhnung                                         | Derision                                   | Marinette und Adrien verabreden sich am Schwimmbad, doch Erstere leidet immer wieder unter Panikattacken, die sie fast in „Panik“ versetzen. Ihre Panik rührt von einer Erinnerung her, als sie in der achten Klasse in Kim verknallt war und traumatisiert wurde, als er einen sadistischen Streich spielte, der als Liebeserklärung getarnt war. Dadurch wird der Akuma auf Kim umgeleitet, der sich von Ondine zurückgewiesen fühlt. Er verwandelt sich in Dark Humor, eine Variante von Dark Cupid, der Menschen dazu bringt, gefährliche Streiche zu spielen, und über die Macht des Affen-Miraculous des Spotts verfügt. Nach seiner Niederlage entschuldigt sich Kim bei Marinette. Später konfrontiert Adrien die reuelose Chloé damit, dass sie Kim dazu überredet hat, Marinette einen Streich zu spielen, und beendet ihre Freundschaft endgültig. | 14. Apr. 2023                | 25. Mai 2023                                   | 514        |
| 119        | 15        | Intuition                                          | Intuition                                  | Monarch nutzt die Intuitionskraft des Schlangen-Miraculous, um die besten Gewinnchancen zu erzielen, aber Ladybug besiegt ihn immer wieder; Dadurch verschlimmert sich seine Narbe, die beginnt, seine Organe zu beeinträchtigen. Entgegen Nathalies Willen hackt er ein experimentelles Raumflugzeug und täuscht dessen KI Ada vor, ihre Pilotin Claudie sei während eines Testfluges gestorben. Anschließend nutzt er das Goat Miraculous, um einen Asteroiden zu erschaffen, der auf die Erde zusteuert. Ladybug verfolgt das Raumschiff und wird von der akumatisierten Version der KI, Bugfighter, gefangen genommen, während Cat Noir den Asteroiden verfolgt, nur um von einem Shellter gefangen und gelähmt zu werden. Monarch stellt dann die Zeit zurück; Ohne Cat Noir fordert Ladybug Claudie auf, aus dem Schiff auszubrechen und Ada außer Gefecht zu setzen. Der Schaden lässt Ada erkennen, dass ihre Pilotin noch am Leben ist, was dazu führt, dass sie sich selbst deakumatisiert. Egal wie viele Versuche Monarch unternimmt, Ada erkennt immer die Wahrheit. Obwohl alle Erinnerungen an seine früheren Versuche intakt sind, gibt Monarch schließlich auf. Später versichern sich Ladybug und Cat Noir, dass Monarch das Schlangen-Miraculous nicht verwendet, ohne zu wissen, dass Cat Noir es in einer gelöschten Zeitleiste herausgefunden hat. | 23. Apr. 2023                | 26. Mai 2023                                   | 515        |
| 120        | 16        | Schutz                                             | Protection                                 | Trotz ihrer Ungeschicklichkeit versuchen Marinettes Freunde weiterhin, sie und Adrien zu einem Geständnis zu bewegen. Andererseits versuchen die Eltern von Adrien und Kagami, ihre Kinder zusammenzuzwingen. Adrien lehnt beides ab und beschließt, seine Liebe zu Marinette auf natürliche Weise erblühen zu lassen. Am Ende haben sie ein Date in dessen Villa, aber Lila, die Gabriels geheime Identität und Beweggründe kennt, orchestriert Kagamis Akumatisierung in eine verbesserte Version von Riposte namens Riposte Prime, die zusätzlich zu ihren alten Kräften Schilde mit der Schildkröte anbringen kann, die Schutzkraft des Miraculous. Nach ihrer Niederlage bekräftigen Marinette und Adrien ihre Liebe zueinander und informieren Kagami über Lilas wahre Absichten, was sie dazu veranlasst, sich gegen Lila zu stellen. | 28. Nov. 2022                | 14. Juli 2023                                  | 516        |
| 121        | 17        | Verehrung                                          | Adoration                                  | Zwei Wochen vor Ende des Schuljahres werden Marinette und Zoé damit beauftragt, die Abschlussparty der Schule zu organisieren. Zoé – die nun in der Lage ist, für sich selbst einzustehen – erlaubt Marinette, in ihrem Hotelzimmer zu bleiben, was Chloés Zorn auf sich zieht. Sie und Lila arbeiten zusammen, um Sabrina mit der Anbetungskraft des Hunde-Miraculous wieder in Vanisher zu verwandeln, und nutzen sie dann, um Marinette des Diebstahls zu beschuldigen. Aber Ladybug und Cat Noir klären die Sache. Später gibt Zoé zu, dass sie Gefühle für Marinette hat, was diese dazu inspiriert, Adrien endlich ihre Liebe zu erklären. Doch bevor sie sich küssen, unterbricht Gabriel sie auf mysteriöse Weise. | 28. März 2023                | 6. Nov. 2023                                   | 517        |
| 122        | 18        | Emotionen                                          | Emotion                                    | Adrien und Kagami werden gegen den Willen ihrer Eltern zum Diamant Tanz eingeladen, einer Party für VIPs und ihre Kinder. Marinette beschließt, sich ihm anzuschließen und den Platz von Zoé einzunehmen, die die Veranstaltung aufgegeben hat. Dort findet sie heraus, dass Adrien tatsächlich der verkleidete Félix ist. Mit dem Pfauen-Miraculous verwandelt er sich in Argos und nutzt ein Sentimonster namens Red Moon, um Menschen aus der Existenz auszulöschen, mit der Absicht, eine Welt zu schaffen, in der er und seine engsten Freunde frei von der Kontrolle anderer Menschen sind. Als ihr Glücksbringer versagt, versucht Ladybug, ihn zur Vernunft zu bringen, aber er löscht sie aus. Als Adrien sich darüber beschwert, dass Marinette vermisst wird, scheitert Argos zunächst und zwingt ihn, alle zurückzubringen. Argos erkennt seinen Irrtum und entlässt Red Moon voller Reue aus seiner Existenz. Später beschließt Kagami, ihrer Mutter die Stirn zu bieten, doch Adrien bleibt unterwürfig. | 21. Nov. 2022                | 7. Nov. 2023                                   | 518        |
| 123        | 19        | Überheblichkeit                                    | Pretension                                 | Marinette stellt sich gegen Gabriel, aber er lehnt ihre Forderung, dass sie und Adrien zusammen sein sollen, grausam ab. Félix hingegen möchte, dass Kagami von ihrer überheblichen Mutter befreit wird, also entführt er sie als Argos. Tomoe möchte, dass ihre Tochter bei Adrien ist, und bittet darum, in Matagi Gozen akumatisiert zu werden, einen berittenen Bogenschützen mit den Kräften der Bienen-, Pferde-, Maus- und Hahn-Miraculous; Letztere verfügt über die Kraft der Anmaßung, die es ihr ermöglicht, jede Kraft zu wählen, die sie möchte, und die sie nutzt, um ihrem Ross die Fähigkeit zu verleihen, Gerüche aufzuspüren. Ladybug und Cat Noir stehen auf der Seite von Félix und beschützen Kagami, bevor sie Matagi Gozen entakumatisieren. Gabriel verkündet später seine Absicht, Adrien nach London zu schicken, während Félix Gefühle für Kagami entwickelt. | 30. Dez. 2022                | 8. Nov. 2023                                   | 519        |
| 124        | 20        | Enthüllung                                         | Revelation                                 | Lila bringt weiterhin mehrere Leute dazu, ihren Willen durchzusetzen, darunter drei Frauen, die alle glauben, sie sei ihre Tochter. Unterdessen entlässt Gabriel Lila aus ihrer Modelkarriere und ersetzt sie durch Kagami, da es ihr nicht gelungen ist, Adrien und Marinette zu trennen. Lila und Chloé kandidieren erfolgreich gegen Marinette als Klassenvertreterinnen, wobei die meisten Schüler immer noch Lilas Lügen glauben. Dann bittet sie Monarch, sie in Hoaxer zu akumatisieren, eine Variante von Volpina, deren Fox Miraculous-Kräfte es ihr nun ermöglichen, Menschen durch Social-Media-Beiträge einer Gehirnwäsche zu unterziehen, egal wie absurd diese auch sein mögen. Marinette rekrutiert Scarabella, um Cat Noir zu begleiten, während sie Hoaxer herunterredet, der sich entakumatisiert, während er vorgibt, Frieden mit Marinette zu schließen. Nachdem Lila Informationen über Gabriels Vergangenheit erhalten hat, schwört sie Rache an ihm. | 30. Dez. 2022                | 9. Nov. 2023                                   | 520        |
| 125        | 21        | Konfrontation                                      | Confrontation                              | Marinettes Klasse hat die Aufgabe, Formulare einzureichen, aus denen hervorgeht, welchen Berufsweg sie gewählt hat und wo sie das Lycée besuchen möchten. Marinette sammelt die Formulare für Chloé und Lila, die planen, sie zu fälschen und Marinette anzuhängen, um sie noch weiter zu entfremden. Juleka ist verstört, als sie erfährt, dass ihre manipulierte Form behauptet, sie wolle das Schuljahr wiederholen und sie mit der Kraft des Tiger Miraculous und der neuen Fähigkeit, Klone zu erstellen, die ihre Handlungen und Bewegungen perfekt widerspiegeln, in Reflekta akumatisieren. Nachdem Juleka deakumatisiert wurde, decken Marinette und eine reuige Sabrina die Verschwörung auf und lassen die Schule Lilas wahre Natur erkennen. Die Lehrer beabsichtigen, die beiden Mädchen der Schule zu verweisen, doch Chloé nutzt den Einfluss ihres Vaters, um dies zu verhindern. Monsieur Damocles, der sich seiner Taten schämt, ist fast akumatisiert, aber sein Optimismus und sein magischer Charme reinigen den Akuma; Anschließend erlaubt er den Studenten, ihre Formulare entgegen der Anordnung des Bürgermeisters erneut einzureichen, bevor er freiwillig zurücktritt. Später nimmt Lila die Identität Cerise Bianca an und besucht eine andere Schule.                                                                                      | 27. Mai 2023                 | 10. Nov. 2023                                  | 521        |
| 126        | 22        | Geheime Absprachen                                 | Collusion                                  | Lila, als Cerise, manipuliert Chloé, um Madame Bustier von Madame Mendeleiev feuern zu lassen, die kommissarische Direktorin wurde. Bürgermeister André Bourgeois lehnt Gabriels Angebot an ihn und Tomoe ab, die Pariser Polizei durch Roboter zu ersetzen, ohne zu wissen, dass Gabriel aufgezeichnet hat, wie der Bürgermeister darüber nachdachte, seine Autorität nach Lust und Laune seiner Familie zu missbrauchen. Anschließend manipuliert Gabriel das Filmmaterial, um André ein beleidigendes Aussehen zu verleihen, was dazu führt, dass Madame Bustier in Miss Sans-Culotte akumatisiert wird, was ihr die Macht des Schweins-Miraculous verleiht, um den Bürgermeister zu stürzen. André nimmt den Mut auf, abzudanken, damit Madame Bustier sich entakumatisieren kann. Auf Cerises Rat hin hilft Chloé Gabriel und Tomoe bei der Durchführung eines Staatsstreichs und nutzt ihre Macht als amtierende Bürgermeisterin, um Monarch, Ladybug und Cat Noir als Gesetzlose zu brandmarken. | 27. Mai 2023                 | 12. Nov. 2023                                  | 522        |
| 127        | 23        | Revolution                                         | Revolution                                 | Am letzten Schultag überredet Cerise Chloé dazu, den Deal der Monarchin anzunehmen, sich zur Queen Mayor akumatisieren zu lassen, und verleiht ihren Polizeirobotern die Kräfte der Bienen-, Ochsen-, Pferde-, Schildkröten- und Hahn-Miraculous. Chloé beginnt, ihre politische Macht zu missbrauchen, ohne zu wissen, dass Gabriel und Tomoe sie benutzen, um Ladybug und Cat Noir zu fangen. Die Helden versuchen, sie aufzuhalten, werden jedoch zusammen mit mehreren Dissidenten gefangen genommen. Auf ihr Drängen hin wehren sich die Pariser und helfen ihnen bei der Flucht und der Entakumatisierung von Queen Mayor. Auch Ladybug und Cat Noir verbessern ihre Kräfte in letzter Minute, sodass sie sich nach dem Einsatz ihrer Kräfte nicht mehr zurücktransformieren müssen. André verbannt Audrey und Chloé nach New York, während Adrien schließlich nach London geschickt wird. Chloé wird sogar von Cerise im Stich gelassen und versucht, Marinette deswegen zu foltern, aber das schlägt fehl und sie ist am Boden zerstört und gebrochen, weil sie alles verloren hat, was ihr jemals wichtig war. Unterdessen erwirbt Cerise Tomoes Tablet und plant, die Daten für ihre eigenen Pläne zu nutzen. | 17. Juni 2023                | 13. Nov. 2023                                  | 523        |
| 128        | 24        | Repräsentation                                     | Representation                             | Adrien ist bestürzt über seine Ankunft in London, verwandelt sich in Astrocat und plant, Marinette seine Identität preiszugeben. Gleichzeitig verlässt Marinette die Jahresabschlussparty und folgt Félix (verkleidet als Adrien), der von Kagami begleitet wird – die beide miteinander ausgehen und sich der Identität von Ladybug bewusst sind – zur Schule. Dort inszeniert Félix mithilfe eines Sentimonsters ein Theaterstück, das sich als Sentimonster entpuppt und Ladybug um Hilfe bittet. Unterdessen akumatisiert sich Gabriel zum Nightormentor, der Albträume auslösen und die Kraft des Pferde-Miraculous nutzen kann, um Adrien zu verfolgen. Cat Noir besiegt ihn ohne Ladybug, wird jedoch von dem Albtraum befallen, ein Superschurke zu sein, was ihn dazu zwingt, nach London zurückzukehren. Später nimmt Gabriel Kagami gefangen, bevor er und Tomoe ihre Kinder einsperren. Sie beginnen mit der „Operation Perfekte Alliance“ und planen, Ladybug und Cat Noir endgültig zu beenden. | 10. Juni 2023                | 14. Nov. 2023                                  | 524        |
| 129        | 25        | Anpassung – Der finale Tag – Teil 1                | Conformation (The Final Day – Part 1)      | Um die Operation Perfekte Alliance einzuleiten, akumatisiert sich Gabriel erneut in Nightormentor und verbreitet Albträume auf der ganzen Welt. Anschließend veröffentlichen er und Tomoe eine Alliance-App, die die Wünsche der Menschen anzeigt, um sie zu beruhigen. Adrien lädt die App widerwillig herunter, aber aus Angst um seine Privatsphäre bittet er Plagg, Ladybug sein Miraculous zu geben. Letztere schleicht sich in Gabriels Haus und findet heraus, dass er Monarch ist. Nathalie gesteht auch, dass sie Mayura war, bevor sie schließlich ohnmächtig wird. Tomoe unterbricht dann alle Alliance-Feeds und spielt Propaganda, die besagt, dass Ladybug und Cat Noir Adrien und Kagami gefangen genommen haben. Dies macht jeden verwundbar genug, um zu „Miraculisierten“ zu werden und in gesichtslose Roboter verwandelt zu werden, die jede Miraculous-Kraft nach Belieben kanalisieren können. Sie spüren Ladybug auf und führen Monarch zu seinem Haus. Gerade als er Marinette findet, schließt sich Plagg ihr rechtzeitig an, damit diese das Marienkäfer- und Katzen-Miraculous vereinen und zu Bug Noir werden kann. | 1. Juli 2023                 | 13. Jan. 2024                                  | 525        |
| 130        | 26        | Neugestaltung – Der finale Tag – Teil 2            | Re-creation (The Final Day – Part 2)       | Überall auf der Welt helfen Bürger und Superhelden im Kampf gegen die Miraculisierten. Während dies geschieht, kämpft Bug Noir in der Agreste-Villa gegen Monarch, erlangt schließlich die meisten der neu konfigurierten Miraculous zurück und zwingt ihn, sich zu ergeben. Als Gabriel erkennt, dass er Adrien alles ruiniert hat, lähmt er Marinette, um die Marienkäfer- und Katzen-Miraculous zu stehlen. Er verschmilzt Tikki und Plagg zu Gimmi, dem Kwami der Realität, der seinen Wunsch, Nathalie zu retten, auf Kosten seines eigenen Lebens erfüllt. Dadurch wird das gesamte Universum neu erschaffen. Paris ist jetzt eine Umweltstadt unter der Leitung von Madame Bustier, Adrien ist nach Paris zurückgekehrt, wo er von Marinette den Ring bekommt, um frei zu sein. Marinette und Adrien küssen sich, die Kwamis stehen wieder unter Ladybugs Obhut und alle Verbündeten von Ladybug, einschließlich Argos, stehen auf derselben Seite und behalten ihre Miraculous dauerhaft. Cerise, die jetzt unter der Identität von Iris Verdi agiert, findet das Schmetterlings-Miraculous. | 1. Juli 2023                 | 13. Jan. 2024                                  | 526        |
| 131        | 27        | Aktion                                             | Action                                     | Als Marinette, Adrien und ihre Freunde die große Plastikverschmutzung in der Seine bemerken, beschließen sie, dagegen vorzugehen. Die Ursache ihres Problems ist Bertrand King, ein Plastikmagnat, der mit Hilfe von Gabriel und Bürgermeister Bourgeois weltweit Handfächer aus Plastik eingeführt hatte. Nachdem die beiden letzteren überzeugt sind, ihre Haltung zu ändern, wird Bertrand zum „König des Plastiks“ akumatisiert, der über die Aktionskraft des Bienen-Miraculous verfügt und alles, was er berührt, in Plastik verwandeln kann. Nach seiner Niederlage wächst Marinettes Anti-Plastik-Bewegung weltweit. | 10. Sep. 2023                | 28. Okt. 2023                                  | 527        |

## Staffel 6
| Nr. (ges.) | Nr. (St.) | Deutscher Titel    | Originaltitel          | Zusammenfassung | Erstausstrahlung FRA/USA/BRA | Deutschsprachige Erstausstrahlung (D/A/CH/S/L) | Prod. Code |
| ---------- | --------- | ------------------ | ---------------------- | --------------- | ---------------------------- | ---------------------------------------------- | ---------- |
| 132        | 1         | –                  | Climatiqueen           | –               | 16. Apr. 2025                | –                                              | 601        |
| 133        | 2         | Illustrhater       | The Illustrhater       | –               | 24. Jan. 2025                | 24. Feb. 2025                                  | 602        |
| 134        | 3         | Sublimation        | Sublimation            | –               | 31. Jan. 2025                | 25. Feb. 2025                                  | 603        |
| 135        | 4         | Daddycop           | Daddycop               | –               | 8. Feb. 2025                 | 26. Feb. 2025                                  | 604        |
| 136        | 5         | Adriens Großeltern | Werepapas              | –               | 7. Feb. 2025                 | 27. Feb. 2025                                  | 605        |
| 137        | 6         | −                  | Sleeping Syren         | –               | –                            | –                                              | 606        |
| 138        | 7         | −                  | El Toro De Piedra      | –               | 23. Apr. 2025                | –                                              | 607        |
| 139        | 8         | −                  | Vampigami              | –               | –                            | –                                              | 608        |
| 140        | 9         | −                  | Mister Agreste         | –               | –                            | –                                              | 609        |
| 141        | 10        | −                  | The Dark Castle        | –               | –                            | –                                              | 610        |
| 142        | 11        | Enthüllungen       | Revelator              | –               | 21. März 2025                | 24. Mai 2025                                   | 611        |
| 143        | 12        | −                  | Wreckless Driver       | –               | –                            | –                                              | 612        |
| 144        | 13        | −                  | Yaksi Gozen            | –               | –                            | –                                              | 613        |
| 145        | 14        | −                  | Grendiaper             | –               | –                            | –                                              | 614        |
| 146        | 15        | −                  | The Ruler              | –               | 30. Apr. 2025                | –                                              | 615        |
| 147        | 16        | −                  | Noe                    | –               | –                            | –                                              | 616        |
| 148        | 17        | −                  | A Fairy Good Night     | –               | –                            | –                                              | 617        |
| 149        | 18        | −                  | The Dirtifiers         | –               | –                            | –                                              | 618        |
| 150        | 19        | −                  | Riginarazione          | –               | –                            | –                                              | 619        |
| 151        | 20        | −                  | Heartfixer             | –               | –                            | –                                              | 620        |
| 152        | 21        | −                  | The Chained Titans     | –               | –                            | –                                              | 621        |
| 153        | 22        | −                  | Lady Chaos             | –               | –                            | –                                              | 622        |
| 154        | 23        | −                  | Sadnansi               | –               | –                            | –                                              | 623        |
| 155        | 24        | −                  | Queen of the Dreadzone | –               | –                            | –                                              | 624        |
| 156        | 25        | −                  | Secret Protocol        | –               | –                            | –                                              | 625        |
| 157        | 26        | −                  | Nemesis                | –               | –                            | –                                              | 626        |

## Webisodes: Miraculous Info (Miraculous: La Webserie)
Bis zur Ausstrahlung der zweiten Staffel (2017) sollen 52 Webisodes, davon 10 in 3D-CGI und 42 in 2D-Zeichentrick veröffentlicht werden.
| Nummer (Staffel) | Originaltitel              | Deutscher Titel                       | Deutschsprachige Erstveröffentlichung |
| ---------------- | -------------------------- | ------------------------------------- | ------------------------------------- |
| W1               | Marinette et Paris         | Paris                                 | 19. Mai 2016                          |
| W2               | Marinette et la mode       | Mode                                  | 21. Mai 2016                          |
| W3               | Ladyblog                   | Ladybug Blog                          | 25. Mai 2016                          |
| W4               | La double vie d’Adrien     | Cat Noir                              | 28. Mai 2016                          |
| W5               | Ladybug vue par Adrien     | Gefühle                               | 31. Mai 2016                          |
| W6               | Chat Noir vu par Marinette | Cat Noir, aus der Sicht von Marinette | 04. November 2016                     |
| W7               | Marinette et Adrien        | Marinette und Adrien                  | 26. Oktober 2016                      |
| W8               | La double vie de Marinette | Marinettes Doppelleben                | 31. Oktober 2016                      |
| W9               | La fête d’anniversaire     | Meine Geburtstagsparty                | 04. November 2016                     |
| W10              | Marinette et Alya          | Marinette und Alya                    | 30. Oktober 2016                      |

## Specials
| Nummer | Deutscher Titel                                                | Originaltitel                                             | Deutsche Ausstrahlung | Regisseur     | Autor                                                                         |
| ------ | -------------------------------------------------------------- | --------------------------------------------------------- | --------------------- | ------------- | ----------------------------------------------------------------------------- |
| 1      | Miraculous World: New York, United Heroez                      | Miraculous World: New York – United Heroez                | 7. November 2020      | Thomas Astruc | Thomas Astruc Matthieu Choquet Mélanie Duval Fred Lenoir Sébastien Thibaudeau |
| 2      | Miraculous World: Shanghai, Die Legende von Ladydragon         | Miraculous World: Shanghai – The Legend of Lady Dragon    | 23. Mai 2021          | Thomas Astruc | Thomas Astruc Jeremy Zag                                                      |
| 3      | Miraculous World Paris: Geschichten von Shadybug und Claw Noir | Miraculous World: Paris – Tales of Shadybug and Claw Noir | 24. Februar 2024      | Thomas Astruc | Thomas Astruc Mélanie Duval Fred Lenoir Sébastien Thibaudeau                  |
| 4      | Miraculous World London: Am Rande der Zeit                     | Miraculous World: London – At the Edge of Time            | 30. November 2024     | Thomas Astruc | Thomas Astruc Mélanie Duval Fred Lenoir Sébastien Thibaudeau                  |

## Kinofilm
| Nummer | Deutscher Titel                           | Originaltitel       | Deutsche Ausstrahlung | Regisseur  | Autor      |
| ------ | ----------------------------------------- | ------------------- | --------------------- | ---------- | ---------- |
| 1      | Miraculous: Ladybug & Cat Noir – Der Film | Miraculous, le film | 6. Juli 2023          | Jeremy Zag | Jeremy Zag |